# Grammatica swahili
Il seguente articolo illustra i lineamenti principali di grammatica swahili (cioè di lingua swahili, detta anche "Kiswahili/kiswahili") insieme al sistema verbale, ai verbi più diffusi, alle loro tavole di coniugazione nei tempi fondamentali e al vocabolario fondamentale (convenevoli inclusi).

## Grammatica swahili

### Preambolo, discussione della difficoltà fondamentale dello swahili e come risolverla
La lettura dell'articolo è più fluida se a monte si conosce bene la pronuncia e l’alfabeto latino usato per scrivere in swahili standard. Entrambi sono già stati illustrati in lingua swahili.
Quanto alla caratteristica fondamentale (e difficoltà fondamentale, mentre altre non sono veramente quella fondamentale) dello swahili, essa è proprio la concordanza di numero basata sul sistema di 8 classi di nomi, tale per cui in primis un determinato prefisso forma il singolare e il plurale di una parola. La conoscenza del singolare e del pattern della classe (cioè che tipo di vocaboli contiene una classe) in larga misura permettono l’identificazione della classe, ragion per cui si capisce con che prefisso formare il plurale del vocabolo. Le classi, se si riuniscono i singolari e plurali in coppia, sono 8, ma molte grammatiche le separano, modificano leggermente il numero e spiegano che ce ne sono 18. Altre ancora spiegano che lo swahili ne ha 22: semplicemente, in passato ne possedeva altre due (singolare +plurale), oggi obsolete ma ancora presenti nelle altre lingue Bantu. Qui, per semplificare, si prende la versione che spiega che lo swahili ha “8 classi”.
La difficoltà nasce nel momento in cui più categorie grammaticali hanno l’accordo con questo prefisso che dipende dal nome e dal suo numero (peraltro il prefisso non è universale: esistono 8 classi). L’accordo/concordanza con il prefisso del nome per il singolare o plurale, variabile in base alla classe, coinvolge infatti l’aggettivo qualificativo, l’aggettivo/pronome dimostrativo, l’aggettivo/pronome possessivo, tutti i numeri tranne il 6/7/9/10/multipli di dieci, la preposizione “di” per indicare il complemento di specificazione e il verbo alla terza persona quando riferito al nome in questione. Per esempio, “bambino > bambini” è una parola appartenente alla “classe 1 m-wa” (mtoto > watoto), mentre altre parole come “libro > libri” appartengono invece alla classe 2 ki-vi (kitabu > vitabu). “Bello > belli, due, questo > questi, quello > quelli, mio, i libri/i bambini/il libro/il bambino illustra <inserire argomento a caso>” prendono certi prefissi se si riferiscono a “bambino” o a “libro”, a cui si aggiunge il fatto che in questo preciso caso le parole sono state selezionate per fare l’esempio al singolare: potrebbero essere “bambini” e “libri”. Già esse stesse in partenza hanno un diverso singolare e plurale: wa- funziona con la classe 1 m-wa, non con altri nomi: il plurale di “libro” è vitabu, non *watabu. Si ricorda che molte informazioni sulla classe vengono dal singolare, che contiene già il prefisso: è anche la forma dei dizionari cartacei e online e le 8 classi hanno dei pattern (non contengono in toto dei vocaboli alla rinfusa).
Il sistema di prefissi per formare i tempi verbali affermativi e negativi, eccetto la terza persona riferita non ai pronomi personali “lui/lei, loro” come soggetto, è invece piuttosto regolare; le 8 classi seguono in parte dei pattern e la formazione del plurale diventa meccanica, quindi non rappresenta la difficoltà principale.
Un modo di superare la difficoltà nella concordanza potrebbe quello di studiare un vocabolo al singolare e plurale (sono meccanici) con degli elementi annessi già declinati al singolare e plurale (sono quelli che creano la difficoltà principale), in modo da mutare una difficoltà in un automatismo o in un punto di forza nell’apprendimento siccome lo swahili è piuttosto ferreo in queste regole, salvo poche eccezioni e dei nomi e aggettivi invariabili in numero (a questi si aggiungono dei numeri che non concordano in classe). Per esempio, se si studia la parola “libro”, kitabu (peraltro è un prestito arabo facilmente riconoscibile), si studia il plurale vitabu (è di classe 2 ki-vi) e si unisce a elementi tradotti in swahili come “il mio libro > i miei libri; questo libro > questi libri; quel libro > quei libri; il libro bello > i libri belli; il libro illustra… > i libri illustrano…; due libri; il libro del professore > i libri del professore”. In un’ipotetica frase come “questi miei libri belli illustrano la storia di Mozambico”, gli elementi e i dati fondamentali sono la classe della parola “libro” (classe 1 ki-vi) e il fatto che è una parola plurale (vitabu). Mentre la prima soluzione consiste nell’affrontare il problema non consiste solo nel legare le categorie grammaticali più critiche al vocabolo (o almeno al suo pattern singolare-plurale), la seconda consiste nell’impostare fin dal primo momento una spiegazione in cui tutti questi elementi sono già trattati insieme e interconnessi (basta conoscere a monte un pugno di radici che riguardano le componenti grammaticali critiche). Il sistema verbale si può approfondire a parte siccome è piuttosto ferreo e presenta una criticità solo se i verbi hanno come soggetto non un pronome personale soggetto (e.g. egli parla, loro parlano VS il bambino parla, i bambini parlano).
Lo swahili in sintesi si può pensare come una lingua sub-sahariana che funziona basandosi su un grande sistema dal funzionamento ferreo di prefissi e infissi che modificano la radice delle varie parole. In molte altre caratteristiche, è molto più spartana e snella rispetto alle lingue neo-romanze (e.g. non vi è morfologia per il genere femminile in nessuna categoria grammaticale e non esistono gli articoli, come in cinese. Al massimo, delle parole cambiano interamente nel passaggio da maschile a femminile, e.g. baba > mama). Le radici si possono immaginare come “radici nominali, radici verbali, radici possessive, radice dimostrativa prossimale e distale, radici numerali, radici aggettivali, radici preposizionali”.
Il sistema verbale, come già accennato, non è la difficoltà principale. La lettura del paragrafo sulla grammatica è più fluida se a monte si conosce bene la pronuncia e l’alfabeto latino usato per scrivere in swahili standard. Entrambi sono già stati illustrati in un capitolo apposito. Siccome l’alfabeto usato è quello latino, tutti i suoni sono disambiguati, contrariamente all’alfabeto arabo, anticamente usato e che non necessariamente disambigua tutte le vocali. La pronuncia dello swahili è semplice e ha un’alta corrispondenza con la grafia, contrariamente a lingue come l’inglese, il francese, il tibetano, il birmano e l’islandese. Alcuni suoni sono presi a prestito dall’arabo ma si possono approssimare. Molti suoni complessi presenti nelle parole arabe originali, e.g. i suoni faringalizzati e faringali, cadono o sono approssimati in swahili. Pertanto, nemmeno la scrittura e la pronuncia sono la difficoltà principale.  Il vocabolario, che comunque al 30% è imparentato con l’arabo e presenta molti altri prestiti dal portoghese e inglese e qualche prestito sporadico dal persiano e hindi, rappresenta una difficoltà nella misura in cui un apprendente non conosce già una lingua Bantu.

### Punti grammaticali da conoscere prima delle 8 classi nel dettaglio
Gli aggettivi qualificativi seguono il nome a cui si riferiscono e consistono in una radice aggettivale a cui si attacca un prefisso che dipende dalla classe e numero del nome. Alcuni aggettivi sono invariabili e un buon vocabolario li segnala. Per esempio, -zuri (bello) se riferito a nomi di classe 1 m-wa è “mzuri, wazuri” (bello/a, belli/e). Si disambigua subito che non ci sono segnetti (e.g. il trattino/hyphen o la sbarra/slash) che separano suffissi e infissi dalla radice, ma nella fase di esposizione e studio si possono usare a piacere per rendere i due distinguibili.
Il legame/concordanza con la classe del nome riguarda anche i numeri esclusi il 6/7/9/10/multipli di dieci. Quindi, i numeri da imparare il prima possibile sono 1, 2, 3, 4, 5, 8. La concordanza con la classe del nome (chiaramente sempre al plurale tranne con “uno”, a priori con il singolare/forma del vocabolario) riguarda non solo questi numeri precisi, ma anche quando si trovano come unità in altri numeri, ad esempio 11, 12, 13, 14, 15, 18, 118, 1118... I numeri in esame sono: -moja (1), -wili (2), -tatu (3), -nne (4), -tano (5), -nane (8).
Gli aggettivi e pronomi possessivi hanno le seguenti radici:
-angu
-ako
-ake
-etu
-enu
-ao
La preposizione “di”, più semplicemente, consiste nella radice preposizionale -a. La prima parte si accorda con il possessore, che sintatticamente è in prima posizione (e.g. “il libro del bambino, i libri del bambino”: il libro è il possessore e -a si accorda con la classe di “libro” > kitabu cha mtoto, vitabu vya mtoto). Anche l'avverbio interrogativo "dove?" si comporta allo stesso modo e la sua radice è -ko: "X dove è? X dove sono?" si rende come "X -ko wapi?". Anche "tutto/a; tutti/e" si comporta allo stesso modo: la radice è -ote (e.g. tutti i bambini > watoto wote).
Gli aggettivi e pronomi dimostrativi non hanno il genere e sono distinti in numero e in base alla deissi prossimale o distale, cioè se si riferiscono a oggetti vicini e lontani. Sono solo 2, contrariamente a lingue come lo spagnolo, portoghese, giapponese e dialetto fiorentino (“questo, codesto, quello”): ricalcano dunque l’italiano corrente “questo, quello”. Il deittico prossimale consiste in una radice in prima posizione che tipicamente è “hi-” e a volte “ha-” (in un solo caso, “hu-”). Ricorda vagamente la parola “qui, qua” pronunciata in fiorentino: “hui, hua”. In generale, ha un’aspirazione sorda. La deissi distale è basata sulla radice in seconda posizione “-le” e ricorda vagamente la parola “lì” in bergamasco, e.g. “quello lì” > “chèl lè”. In sintesi, la radice della deissi prossimale è hi-/ha- (tranne in “huyu”, “questo/a” riferito ai nomi di classe 1 m-wa), quella di quella distale è -le. L’aggettivo dimostrativo si usa sintatticamente dopo il nome a cui si riferisce. Le deissi, come seconda funzione fondamentale, in swahili rimandano al soggetto nella struttura “tema-rema/topic-comment”, che esiste in tutte le lingue. Si pensi alla frase in italiano molto colloquiale “Il mio amico -lui viene da Mozambico e parla portoghese” e a “Le mele e le arance… -quelle mettile vicino ai kiwi”: si introduce il topic di cui si parla e si riprende per aggiungervi informazioni di solito nuove. Ebbene, in swahili è normale sentire i pronomi dimostrativi in una simile struttura, e.g. “quell’uomo ricco viene da Angola > (l’)uomo ricco(,) quello viene (da) Angola”.
Il sistema verbale si può spiegare a parte, ma ha un legame con le classi se il soggetto non è un pronome personale soggetto (per logica, sarà sempre una terza persona singolare o plurale, e.g. il bambino scrive, i bambini scrivono). Quindi, si possono prendere uno o due verbi fantoccio in un tempo fantoccio solo e unicamente per collegargli l’infisso durante la spiegazione, anche senza capire come funzionino i verbi e il sistema verbale in swahili. Uno deve essere polisillabico alla forma del dizionario, cioè l’infinito (da tre sillabe in su), mentre l’altro, se si vuole usare, deve essere bisillabico. Come coniugazione fantoccio si può prendere il presente indicativo in diatesi attiva, chiaramente alla terza persona. Due ottimi verbi fantoccio sono “kueleza” (spiegare, 4 sillabe) e “kula” (mangiare, bisillabico). La struttura da imparare a memoria per ora è “<soggetto> $$naeleza, <soggetto> $$nakula”: al posto di $$ si mette il prefisso della classe del soggetto.
Le 8 classi, di cui si elencano tutti i nomi e uno dei tipici ordini di spiegazione, sono le seguenti: classe 1 m-wa, classe 2 ki-vi, classe 3 N (non ha indicazioni di prefissi, ma di fatto è i-zi), classe 4 ji-ma (e, di fatto, anche li-ya), classe 5 m-mi, classe 6 U, classe 7 ku, classe 8 mahali (o "classe locativa"). Le prime classi sono quelle con più vocaboli in assoluto, tale per cui la suddivisione del vocabolario swahili in classi è sbilanciata: alcune classi saranno più numerose e utilizzate di altre. Si ricorda che la classe 9 e 10, qui non trattate, in swahili moderno sono cadute in disuso. Avevano ognuna un singolare e un plurale.

### Le 8 classi e trattazione completa della concordanza classe per classe

#### Classe 1 m-wa
La prima classe su otto, che raggruppa tutti i sostantivi per gli esseri viventi eccetto le piante (quindi perlopiù uomini e animali, insetti inclusi), è detta “classe 1 m-wa”, tale per cui il singolare/la forma del dizionario inizia a priori in m-. Per formare il plurale, si sostituisce m- con il relativo prefisso del plurale wa-. Un esempio è “bambino/a > bambini/e”: mtoto > watoto (con i trattini utilizzabili in fase di esposizione e studio, m-toto > wa-toto. La forma base nel dizionario è “mtoto”. La radice nominale in questo caso è -toto, “la bambinità”). Esistono sostantivi diffusi che iniziano in -mw e al plurale perdono la "m", costituendo delle eccezioni raggruppabili sotto questo pattern. Una parola diffusa irregolare è, per esempio, "mwanafunzi > wanafunzi" (studente > studenti).
Attenzione: alcuni sostantivi di parentela appartengono alla classe 3^. Hanno pertanto suoni e lettere iniziali differenti rispetto a quelli della 1ª Classe. Questo fatto evidenzia che non tutti i sostantivi riferiti ad esseri viventi sono della 1ª Classe (m-wa).Esistono anche sostantivi di animali che seguono questa logica e appartengono a Classi differenti, avendo quindi suoni e lettere che differiscono dalla Classe 1^. Quindi, il fatto che una categoria semantica sia raggruppata in una classe non vuol dire che si limiti a essa. Laddove ci sono sovrapposizioni/overlap di prefissi (ad esempio le classi 1, 3 e 5 possiedono parole che iniziano in m- al singolare) o presenza della stessa categoria semantica in più classi, come appena dimostrato, non si crea confusione. Il principio base, in sintesi, laddove ci sono casi di overlap semantici o di prefissi, è quello di triangolare/intrecciare le conoscenze sulla classe con il prefisso che si ha davanti.
- Partendo dal presupposto che nella classe 1 m-wa i nomi singolari e plurali iniziano rispettivamente in m- e wa-, gli aggettivi qualificativi riferiti a tali nomi inizieranno anch’essi in m- o wa- in base al numero del nome. Si sentirà e vedrà dunque una struttura “m- m-” o “wa- wa-”, e.g. “-refu” (radice aggettivale per dire “alto”) > mtoto mrefu, watoto warefu (il bambino/a alto/a, i bambini/e alti/e). Riscritto con i trattini, m-toto m-refu, wa-toto wa-refu. Se la radice aggettivale inizia in vocale, la "m-" del singolare muta leggermente in "mw-": si sentirà sempre un dittongo. Si ricorda che, in swahili, esistono degli aggettivi qualificativi invariabili: questi si usano senza prefissi, così come appaiono, e.g. “pulito/a/i/e”: safi (“il bambino pulito, i bambini puliti” > m-toto safi, wa-toto safi): non sono radici aggettivali, ma aggettivi già completi. Un buon dizionario indica questa caratteristica. Tutti gli aggettivi riferiti a persone e animali prendono il prefisso m-/wa-, a prescindere dalla classe delle persone o esseri viventi (sono distribuiti in più classi ma ciò, in questo preciso contesto, è ininfluente).
- Gli aggettivi dimostrativi nella Classe 1^ (M- WA-) possiedono un’irregolarità nella radice dimostrativa prossimale: sono hu- (singolare) e ha- (plurale), quindi il singolare va imparato a memoria. La radice distale è sempre regolare: -le. Ebbene, in questa classe, le deissi sono “yu” (singolare) e “wa” (plurale):

hu-yu (questo/a > quest* oppure quest@) (non è *ha-yu), e.g. mtoto huyu
ha-wa (questi/e), e.g. watoto hawa
yu-le (quello/a), e.g. mtoto yule
wa-le (quelli/e), e.g. watoto wale
- Gli aggettivi possessivi prendono il prefisso w- (la radice spiega tutto il resto che serve, ciò il possessore: il prefisso spiega solo la classe del nome siccome c’è concordanza). Non c’è in questo preciso caso una distinzione di numero ma è il contesto o il prefisso nel nome che lo chiariscono. Gli aggettivi sono ii seguenti:

w-angu (mio)
w-ako (tuo)
w-ake (suo/a di Lui, suo/a di Lei)
w-etu (nostro)
w-enu (vostro)
w-ao (loro)
Pertanto, “il mio bambino, i miei bambini” è > m-toto w-angu, wa-toto w-angu.
- Quanto al verbo alla terza persona, prende a- e wa-: “il bambino spiega, i bambini spiegano; il bambino mangia, i bambini mangiano” > m-toto a-na-eleza, wa-toto wa-na-eleza; a-na-kula, wa-na-kula. Per grande coincidenza, i prefissi sono uguali ai prefissi personali dei pronomi personali soggetto “lui/lei; loro” (yeye a-, wao wa-): vedi avanti.
- La preposizione -a prende w-, diventando “wa”. Un inciso un po’ assurdo, “il bambino della foresta, i bambini della foresta”, sarebbe > m-toto w-a msitu, wa-toto w-a msitu. -ko invece al singolare prende yu-, mentre al plurale prende wa-: yuko, wako. -ote ("tutto/i") prende w-: wote (la parola a cui si riferisce chiarisce se è un singolare o plurale, e.g. tutti i bambini > watoto wote).

Come intuibile dalla triangolazione, “msitu” non è di classe 1 m-wa siccome, anche se inizia in m-, ha un altro campo semantico: è di classe 5 (m-situ > mi-situ. “Il bambino delle foreste, i bambini delle foreste” > mtoto wa mi-situ, watoto wa mi-situ). Questo è un primissimo esempio concreto di triangolazione (i casi totalmente irregolari comunque esistono, ma sono abbastanza rari. Per esempio, mbwa “cane” è un animale, ma non è di classe 1 m-wa, non vuol dire che tutti gli animali sono di classe 1 ed è uno di questi rari casi: molti altri non sono problematici a un esame tramite triangolazione).
- Il numero uno diventa "mmoja", gli altri variabili hanno il prefisso wa- (e.g. tre bambini > watoto watatu).

#### La classe 2 ki-vi
La seconda classe, che raggruppa sostantivi di oggetti non viventi: il singolare per nomi e aggettivi (forma del vocabolario) inizia in ki-, che per formare il plurale si sostituisce in entrambi con vi-. Non contiene i prestiti a meno che accidentalmente inizino al singolare con ki-, come un esempio celeberrimo derivante dall’arabo adattato e accomodato, “kitabu” (libro) > “vitabu” (libri). A questa classe appartiene anche la parola “testa” (kichwa), ma è una parte del corpo: non è un essere vivente. Vi appartiene pure il nome completo della lingua swahili, “Kiswahili”, ma ovviamente è invariabile, a meno che ci si rivolga a tutte le varietà di swahili con un nome poetico come “Viswahili”, le lingue swahili. Attenzione alla maiuscola. In sintesi, nella classe 2 ki-vi vi appartengono molti oggetti/non viventi (non svariati nomi comuni di persona e svariati animali, che sono di classe 1 m-wa), i nomi delle lingue e qualche prestito che accidentalmente inizia in ki-. Ovviamente, non raccoglie tutti gli oggetti/non viventi, nella stessa misura in cui tutti i nomi comuni di persona e animali non sono nella classe 1 m-wa. Come già intuito, la classe in questione non è nemmeno preconfezionata per accogliere i prestiti, ma ne esiste effettivamente un’altra ad hoc (vedi avanti).
- Gli aggettivi qualificativi riferiti ai sostantivi di classe 2 ki-vi prendono proprio ki- e vi-: “il libro nuovo, i libri nuovi” > ki-tabu ki-pya, vi-tabu vi-pya. L’inciso assurdo “il bambino nuovo, i bambini nuovi” per assurdo sarebbe > m-toto m-pya e wa-toto wa-pya. Per la radice aggettivale che inizia in vocale, vedi avanti. Attenzione agli aggettivi invariabili in swahili.
- Con i nomi di classe 2 ki-vi, gli aggettivi e pronomi dimostrativi sono molto regolari (radice prossimale hi-, distale -le) e, al singolare e plurale, prendono ancora una volta “ki, vi”:

hi-ki (questo/a), e.g. kitabu hiki
hi-vi (questi/e), e.g. vitabu hivi
ki-le (quello/a), e.g. kitabu kile
vi-le (quelli/e), e.g. vitabu vile
- La preposizione -a al singolare prende *ki che, per palatalizzazione (si pensi al latino classico /’kikero, ka’elum/ > italiano moderno “Cicero(ne), cielo”), muta in ch-a. Al plurale, prende *vi-, che forma un dittongo: vy-a. “Il libro del bambino, i libri dei bambini” > ki-tabu ch-a mtoto, vi-tabu vy-a watoto. -ko prende direttamente ki-, vi-: kiko, viko. Anche -ote si comporta allo stesso modo: chote, vyote (e.g. Tutto il libro, tutti i libri > kitabu chote, vitabu vyote). Ebbene, tornando alla radice aggettivale che inizia in vocale, non solo si forma un dittongo, ma in più la /k/ al singolare sembra subire una palatalizzazione: quindi iniziano in ch-, vy-.
- La stessa casistica si applica agli aggettivi e pronomi possessivi: *ki- > ch- al singolare e *vi- > vy- al plurale (stavolta c’è distinzione precisa di numero):

ch-angu, vy-angu
ch-ako, vy-ako
ch-ake, vy-ake
ch-etu, vy-etu
ch-enu, vy-enu
ch-ao, vy-ao
- Il numero uno diventa kimoja, mentre gli altri variabili hanno il prefisso vi- (e.g. tre libri > vitabu vitatu).
- Con i verbi alla terza persona, si attacca al verbo la prefisso ki-, vi-: “il libro illustra, i libri illustrano”. Ki-tabu ki-na-eleza, vi-tabu vi-na-eleza.

#### Classe 3 N (i-zi)
La classe 3 N si può indicare con una generica lettera N perché include molti nomi miscellanei che iniziano con una consonante nasale: m-, n-, ny-, ng-. In più, non si limita solo a questa caratteristica: ha il grande pregio di essere la classe in cui si raccolgono gran parte dei prestiti dalle lingue straniere. Infine, contiene svariati animali e nomi di parentela (si dividono tra classe 1 m-wa e classe 3 N). Tutti i nomi di questa classe sono invariabili in numero: esso si capisce dal contesto o da altri elementi nella frase. Un punto confusionario deriva dalla presenza di una m- al singolare: è lo stesso suono della classe 1 m-wa, ma la triangolazione in quasi tutti i casi permette di capire la classe giusta. Per esempio, un oggetto che inizia in m- difficilmente sarà di classe 1 e viceversa. In caso di dubbio, un buon dizionario sbroglia il plurale (e dunque anche la classe e viceversa). Questa categoria, a causa del fatto che comunque le altre categorie grammaticali prendono dei suffissi, di fatto si può immaginare come "classe 3 i-zi":
- Gli aggettivi qualificativi riferiti a nomi di questa classe (si ricorda sempre che, in generale, alcuni aggettivi sono invariabili in swahili) prendono l'accordo invariabile come numero tramite un prefisso nasale ma, a differenza delle altre classi, sorgono delle variazioni nel caso in cui la radice aggettivale inizia in consonante e non tutti prendono il prefisso. Innanzitutto, se la radice inizia in vocale, tutti prendono il suono nasale palatale ny-, ovviamente invariabile in numero: non ci sono irregolarità. Quanto invece alle radici che iniziano per consonante, davanti a d-, z-, g-, gli aggettivi prendono "n", tale per cui si formano i cluster consonantici a due membri nd-, nz-, ng-. In più, davanti a b-, per un fenomeno di assimilazione muta in pronuncia e ortografia in "m", formando il cluster "mb-": si pensi allo stesso fenomeno nell'italiano "un dado VS un pallone". Di quelli che iniziano in p-, solo "pya" (nuovo) prende il prefisso: "mpya". Se inizia in r-, avviene una mutazione nella radice aggettivale tale per cui si ottiene il cluster "nd", e.g. refu > ndefu (lungo). Quelli che iniziano in w-, per esempio il numero due (-wili, che prende l'accordo di classe), inizieranno con il cluster "mb" (> mbili). In tutti gli altri casi, gli aggettivi restano indeclinati.
- Gli aggettivi e pronomi dimostrativi prendono "i" al singolare e "zi" al plurale. La radice prossimale è hi- e quella distale è sempre -le. Ergo, il primo elemento propriamente gramamticale da cui si ricava il numero è proprio il dimostrativo:

hi-i (questo/a), e.g. paka hii (questo gatto)
hi-zi (questi/e), e.g. paka hizi
i-le (quello/a), e.g. paka ile
zi-le (quelli/e), e.g. paka zile
- La preposizione -a prende *i- > y- al singolare (si forma un dittongo) e z- al plurale: *ia > ya e za, e.g. "il computer del bambino, i computer del bambino" > kompyuta ya mtoto, kompyuta za mtoto. Quindi, anche dalla preposizione nel complemento di specificazione si ripesca il numero. -ko prende direttamente i-, zi-: iko, ziko. Quanto a -ote, è yote (< *iote) al singolare e zote al plurale.
- Gli aggettivi e pronomi possessivi prendono anch'essi *i- > y- e z-: anche il possessivo permette di ripescare il numero.

y-angu, z-angu
y-ako, z-ako
y-ake, z-ake
y-etu, z-etu
y-enu, z-enu
y-ao, z-ao
- Il numero uno diventa "mmoja", mentre gli altri variabili hanno il prefisso wa- (e.g. tre cani > mbwa watatu).
- Con i verbi alla terza persona, il prefisso è i-, zi-, senza nessuna irregolarità.

#### Classe 4 ji-ma (li-ya)
La classe 4 ji-ma, oltre a contenere qualche nome miscellaneo (e.g. il prestito inglese molto diffuso treni > matreni), di base contiene svariati elementi della flora (piante e erba con fiori sono esseri viventi, ma considerati a parte rispetto a uomini e animali) e frutti (si noti la contiguità concettuale). Le piante che non sono della classe 4 ji-ma sono della classe 5 m-mi: le due classi si spartiscono questi nomi e quelli che iniziano per m- si distinguono guardando il plurale o consultando un buon dizionario. La classe 4 ji-ma contiene pure i nomi usati per specificare le quantità di nomi sia contabili che non contabili, cioè i nomi di unità (e.g. due casse di mele) e qualche nome collettivo (e.g. un gregge di capre). Infine, raccoglie le parti del corpo che sono in coppia, e.g. occhi, orecchie, e piedi (più i denti) ma non le mani e le gambe (classe 5 m-mi). Si riconoscono, a livello morfologico, perché sono parole che iniziano in ji-, che al plurale si sostituisce con ma-. Qualche nome ha a prescindere la forma plurale, come i tre vocaboli molto diffusi "maji, maziwa, mafuta" (acqua, latte, olio). Altri vocaboli non iniziano in ji- ma con sillabe random, ma la loro sfera semantica e il plurale li rende identificabili: al plurale, si attacca direttamente ma-. La classe di base si chiama "classe 4 ji-ma", ma negli accordi, gli affissi di fatto sono "li, ya".
- Gli aggettivi qualificativi riferiti a nomi di questa classe al singolare restano invariati se sono almeno bisillabici (se monosillabici, prendono ji-). Al plurale prendono il prefisso ma-. Se la radice aggettivale inizia in vocale, ji-ma sono soggetti alla caduta della loro vocale, quindi in sintesi si attacca la loro versione monca, j- e m-. Si ricorda che alcuni aggettivi in swahili sono invariabili.
- Gli aggettivi e pronomi dimostrativi prendono anch'essi li-, ya-; la radice prossimale è hi-, mentre quella distale è sempre -le:

hi-li (questo/a), e.g. chungwa hili (quest'arancia)
hi-ya (questi/e), e.g. machungwa hiya
li-le (quello/a), e.g.  chungwa lile
ya-le (quelli/e), e.g. machungwa yale
- La preposizione -a prende l-, y-: la, ya. -ko prende direttamente li- ya-: liko, yako. -ote invece si comporta come -a, siccome la radice inizia in vocale: lote, yote.
- Gli aggettivi e pronomi possessivi prendono l-, y- (cadono le vocali):

l-angu, y-angu
l-ako, y-ako
l-ake, y-ake
l-etu, y-etu
l-enu, y-enu
l-ao, y-ao
- I numeri non variano.
- Con i verbi alla terza persona, si inserisce il prefisso li-, ya-.

#### Classe 5 m-mi (u-i)
La classe 5 m-mi contiene tutti i nomi di piante che non fanno parte della classe 4 ji-ma. In particolar modo, la pianta fa parte della classe 5 ma il frutto fa parte della classe 4 (e.g. l'arancia VS l'arancio; la banana VS il banano). Pur non avendo nomi di persona o animali, il resto delle parole sono random. Infine, contiene le parole "occhi, orecchie" e simili. Sono parti del corpo in coppia, ma "mani, gambe" sono due eccezioni notevoli siccome non sono nella classe 4 ji-ma. Il prefisso del singolare è m-, quello del plurale è mi-. Le due eccezioni al singolare sono muwa > miwa (canna da zucchero) e moto > mioto (fuoco). Se la parola di questa classe inizia in mw-, la semivocale /w/ al plurale cade (e.g. mwembe > miembe, "albero di mango"; mwili > miili, "corpo"). Negli aggettivi qualificativi, i prefissi sono di base m-mi, ma in tutti gli altri elementi grammaticali si usano u/w- e i/y- (davanti a vocale diventano semivocali), ragion per cui la classe si può anche pensare come "classe 5 u-i".
- Gli aggettivi riferiti a nomi di questa classe prendono m- (se iniziano per vocale, mw-) e mi- al plurale (se iniziano per vocale, my-, dunque si crea il solito dittongo; ma se inizia già in i-, quest'ultima cade, quindi non se ne troveranno due di fila: è l'ennesimo fenomeno di caduta vocalica). Si ricorda sempre che alcuni aggettivi sono invariabili in swahili.
- Gli aggettivi e pronomi dimostrativi per la seconda volta hanno un'irregolarità nella radice della deissi prossimale: è hu-, hi-, mentre quella distale è sempre -le. Al singolare prendono "u", al plurale prendono "i":

hu-u (questo/a), e.g. mti huu (quest'albero)
hi-i (questi/e), e.g. miti hii
u-le (quello/a), e.g. mti ule
wa-le (quelli/e), e.g. miti wale
- La preposizione -a prende w- al singolare (si forma un dittongo) e y- al plurale: ya, wa. -ko prende u- al singolare e i- al plurale: uko, iko. -ote invece diventa wote (< *uote: si crea un dittongo) e yote.
- Gli aggettivi e pronomi possessivi prendono w- al singolare e y- al plurale:

w-angu, y-angu
w-ako, y-ako
w-ake, y-ake
w-etu, y-etu
w-enu, y-enu
w-ao, y-ao
- Il numero uno non varia (moja), mentre gli altri variabili hanno il prefisso ma- (e.g. tre occhi > macho matatu)
- Con i verbi alla terza persona, si usa u- al singolare e i- al plurale.

#### Classe 6 U
Contiene nomi riferiti a concetti astratti (e.g. la libertà) e nomi non contabili (e.g. l'inchiostro: "due boccette di inchiostro"). Altri nomi sono oggetti lunghi e stretti, e.g. la forchetta, il filo e il muro. Come quarta possibilità, ha nomi completamente random, ma sono tutti riconoscibili perché iniziano al singolare con la vocale u- o la sua versione semivocalica w-, in caso la parola inizi con un dittongo. Il plurale non è presente nei concetti astratti e nei nomi non contabili. Laddove esiste, ha due prefissi ma non esiste un pattern che spiega quale plurale sia quello corretto, ragion per cui di solito i plurali si imparano a memoria consultando un buon dizionario. Le due possibilità sono: [suono nasale]- laddove possibile (sennò è invariabile) e ma-. In altre parole, le parole plurali seguono o le regole e pattern della classe 3 N o le regole e pattern della classe 4 ji-ma (li-ya). Siccome sono irregolari, alcuni parlanti di swahili possono perfino sbagliarli o non conoscerli bene. Nello studio, vanno isolati in primis dalle parole non contabili. Dopodiché, vanno imparati a memoria e con delle concordanze concrete prima i nomi aventi il plurale e con il primo pattern, poi i vocaboli rimanenti. Nell'apprendere i vocaboli di classe 6, è dunque tassativo imparare subito il plurale e/o affidarsi a un buon dizionario cartaceo o online siccome esistono due possibili pattern apparentemente random.
- Gli aggettivi riferiti a nomi di questa classe al singolare hanno il prefisso u-, mentre al plurale seguono le regole della classe 3 N o della classe 4 ji-ma in base al tipo di plurale. Conoscendo i due pattern al plurale e il plurale corretto, non si sbaglia il prefisso (ma questa considerazione si può generalizzare a tutta la classe 6 U).
- Gli aggettivi e pronomi dimostrativi hanno per la terza volta una doppia radice nella versione prossimale: hu- e hu-. La deissi distale è ha sempre la radice -le. Al singolare prende "u", al plurale (laddove esiste) prende "zi" (è un mix di classe 5 e di classe 3):

hu-u (questo/a), e.g. shanga huu (questa collana)
hi-zi (questi/e), e.g. mashanga hizi (il plurale del nome segue il pattern di classe 4 ji-ma)
u-le (quello/a), e.g. shanga ule
zi-le (quelli/e), e.g. mashanga zile
- La preposizione -a prende la forma "wa" al singolare e la forma "za" (con plurali in suono nasale, che seguono le regole di classe 3 N) oppure "ya" (con plurali che seguono le regole della classe 4 ji-ma). -ko al singolare è "uko", ma al plurale è "ziko" o "yako" rispettivamente nei plurali che seguono la classe 3 e la classe 4. Con -ote, al singolare è "wote" (si origina un dittongo), mentre al plurale è "zote" (plurali come la classe 3) e "yote" (plurali come la classe 4).
- Gli aggettivi e pronomi possessivi, con il nome singolare prende w- (crea un dittongo), mentre al plurale è z- (plurale come la classe 3) oppure y- (plurale come la classe 4).

w-angu, z-angu oppure y-angu
w-ako, z-ako oppure y-ako
w-ake, z-ake oppure y-ake
w-etu, z-etu oppure y-etu
w-enu, z-enu oppure y-enu
w-ao, z-ao oppure y-ao
- Il numero si usa solo con le parole contabili, per logica. In quelle contabili, i numeri si comportano come quelli di classe 3 N o di classe 4 ji-ma (li-ya) in base al loro plurale.
- Con i verbi alla terza persona, i prefissi sono u- al singolare e, se la parola ha il plurale, zi- (plurali che seguono la classe 3 N) oppure ya- (plurali che seguono la classe 4 ji-ma).

#### Classe 7 ku (verbi usati come nomi)
Contiene nomi solo al singolare: l'esistenza di un solo numero si abbatte su tutte le concordanze, che si dimezzano come quantità. Sono tutti nomi di attività (e.g. l'insegnamento/insegnare, la scrittura/lo scrivere/l'atto di scrivere) che iniziano in ku-, il che porta a immaginarli come dei verbi usati come se fossero dei nomi, dei verbi nominalizzati. Di questi verbi nominalizzati, esiste pure la versione negativa, che si ottiene con l'infisso negativo "to" appena dopo il prefisso ku-, e.g. kusoma (studiare, lo studio, l'atto di studiare) > kutusoma (il non studiare). I verbi usati come nome sono usatissimi nel ricco repertorio di proverbi swahili.
- Gli aggettivi riferiti a nomi di questa classe prendono il prefisso ku- o, se l'aggettivo inizia in vocale, kw- (e.g. "Insegnare è difficile; la bella scrittura").
- Gli aggettivi e pronomi dimostrativi sono solo hu-ku (deissi prossimale, con radice "hu-") e ku-le (deissi distale).
- La preposizione -a assume la forma "kwa" siccome nasce un dittongo (e.g. "L'insegnamento della varietà congolese di swahili"), mentre -ote assume la forma "kote" siccome prende k- (la vocale cade).
- Gli aggettivi e pronomi possessivi, tutti utilizzabili (e.g. il mio studio/studiare, il loro studio...), prendono il prefisso kw- (cioè si forma un dittongo a partire da *ku-).

kw-angu
kw-ako
kw-ake
kw-etu
kw-enu
kw-ao
- Siccome sono nomi di attività astratte, per logica sono non contabili (l'assenza stessa del plurale è sintomatica).
- Con i verbi alla terza persona, il prefisso è ku-.

#### Classe 8 locativa (mahali) e introduzione ai tre tipi di stato in luogo
Prima di parlare della classe 8 locativa, è doveroso parlare dei tre tipi di stato in luogo in swahili, ottenibili con tre radici preposizionali locative.
Per chiedere lo stato in luogo nelle domande, si usa a prescindere la radice preposizionale -ko, e.g. "L'hotel dove è?" > "Hotelclasse 3 N in dove?" > Hoteli iko wapi?. Si potrebbe anche dire "[Oggetto/persona] dove è?": la struttura non cambia, e.g. Il libro dove è? Il professore dove è? "Kitabu viko wapi? Profesa yuko wapi?".
Nella risposta, se ne usano tre in base al tipo di location in cui si trova un luogo (e.g. l'hotel) o l'oggetto o persona che si cerca (e.g. il libro, il professore):
- Se la location è un luogo generico, lo stato in luogo si indica con la preposizione -ko (e.g. il professore è a scuola, il tuo libro è a casa mia, mio nonno è nel villaggio).
- Se la location è precisa (anche se non si dice il nome, e.g. Hotel Maasai), si usa -po (e.g. la penna è sul tavolo, il tuo libro è sul tavolo della mia scrivania).
- Se è indicato l'interno della location o di un oggetto contenitore, a priori si usa -mo (e.g. il professore è nell'aula 4/all'interno dell'aula 4, il tuo libro è dentro il/all'interno del mio zaino).

Nella risposta, l'ordine sintattico è "oggetto +prefisso per la concordanza con la classe dell'oggetto +radice del locativo [-ko/-po/-mo] + location o contenitore +suffisso del locativo [ni]" e al presente non si usa il verbo essere come in arabo, e.g. Il tuo libro è all'interno della mia borsa > Kitabu chiko kimo begini langu; il libro è sul tavolo > kitabu chako kipo mezani; il professore è a scuola > profesa yuko shuleni. Per negare il tutto, prima di "prefisso +radice del locativo" si aggiunge il prefisso di negazione ha-: "Mia mamma non è al mercato" > Mama yangu hayuko sokoni. "Mercato" è "soko", dall'arabo "suuq". Non bisogna confondere il suffisso -ni con il suffisso dell'imperativo affermativo plurale (sono uguali, ma quest'ultimo si attacca ai verbi).
Per ribaltare tutte queste frasi al futuro e al passato (e.g. il professore era a scuola, il professore sarà a scuola), bisogna usare il verbo essere "kuwa" al futuro o passato con prefisso personale incluso (attenzione all'accordo, siccome alla terza persona "il professore" è un soggetto che non è pronome personale soggetto) seguito senza trattini da -ko/po/mo (non bisogna dimenticarsi il suffisso locativo -ni), e.g. Il maestro è a scuola VS il maestro era a scuola VS il maestro sarà a scuola > Mwalimu yuko shuleni VS Mwalimu alikuwako shuleni VS Mwalimu atakuwako shuleni ("Mwalimu > walimu" è di classe 1 m-wa nonostante sia un prestito arabo, siccome inizia in m- ed è nome comune di persona, e il plurale è il secondo a essere irregolare). Le negazioni hanno di nuovo il prefisso ha- e sono "hayuko, hakuwako, hatakuwako... -ni". L'ordine sintattico non cambia.
Quanto alla classe 8 mahali, la classe prende il nome dall'unica parola che contiene di default, "mahali" (posto/luogo/location), che peraltro si usa solo al singolare (ha un solo numero). Tuttavia, esiste una parola per dire "posti/luoghi" ed è "sehemu" (nome avente entrambi i numeri ma morfologicamente invariabile e di classe 3 N, come tutti i nomi di questa classe; chiaramente funziona secondo le regole e concordanze della classe 3 N). Il pattern di default è il seguente:
- Gli aggettivi riferiti a "mahali" prendono il prefisso pa- se iniziano in consonante e p- se iniziano in vocale.
- Gli aggettivi e pronomi dimostrativi sono ha-pa (deissi prossimale) e pa-le (deissi distale). In più, "hapa, pale" sono anche due avverbi di luogo, "qua/qui, la/lì".
- La preposizione -a diventa "pa".
- Gli aggettivi e pronomi possessivi prendono il prefisso p- (iniziano tutti in vocale):

p-angu
p-ako
p-ake
p-etu
p-enu
p-ao
- Il numero segue la concordanza
- Con i verbi alla terza persona, il prefisso per la concordanza è pa-.

La classe 8 locativa, l'ultima ancora in uso in swahili, contiene di default una sola parola, il che rende inspiegabile come mai sia stata confezionata un'intera classe per una sola parola (che peraltro ha un sinonimo più maneggevole). In realtà, tutti i nomi di luogo a cui si aggiunge il suffisso -ni (non va confuso con quello dell'imperativo affermativo plurale), che serve a tradurre lo stato in luogo (e.g. a casa, in banca), finiscono in questa classe: è dunque una classe "aperta". Il nome di luogo che finisce con -ni in swahili viene considerato e si comporta come se fosse un nuovo vocabolo a sé, il che spiega meglio come mai la classe locativa accolga "altri nomi/vocaboli", e.g. nyumba (casa) > nyumbani (in/a casa). Per la precisione, si chiamano "nomi locativi/nomi avverbiali/nomi mahali" (a meno che si immaginano come dei generici "nomi di classe 8 locativa").
I nomi locativi seguono tre pattern in base a un criterio preciso, come se fossero tre classi incastrate insieme con un pattern di default:
- se il nome locativo è riferito a un luogo specifico (anche con nome proprio), si usa il pattern di default appena presentato, il pattern in pa-;
- un posto generico e impreciso, al contrario, segue il pattern in ku- (ma il vocabolo "mahali" segue il pattern in pa-);
- infine, se il nome locativo si riferisce precisamente all'interno del luogo (a prescindere da quale sia), si usa il pattern in mu-.

#### Classe 9 e 10 (in disuso)
Come già accennato, alcune grammatiche spiegano che ci sono 10 casi (o 10 coppie di casi) siccome ne calcolano due in uso nello swahili antico (una delle prime tracce scritte in alfabeto arabo di swahili è un poema epico del 1728) e oggi in disuso ma ancora in uso nelle altre lingue Bantu.

### Pronomi personali soggetto e sistema verbale con introduzione e tempi

#### Infinito dei verbi attivo e passivo; le sei radici verbali fondamentali; verbi polisillabici/bisillabici
Prima di presentare i pronomi personali soggetto, bisogna obbligatoriamente introdurre il concetto di radice verbale, anche se il sistema verbale viene spiegato più avanti. Di passaggio, si spiegano subito i quattro tipi di radice, da cui discende tutto il sistema verbale.
Innanzitutto, i verbi si trovano come forma base nei dizionari all’infinito, che inizia con quello che in morfologia si chiama “prefisso” (in questo caso, il prefisso verbale dell’infinito in diatesi attiva). Il prefisso in questione, che è invariabile, è ku-, e.g. kutoka (“venire da”).
Quanto alle cinque radici verbali fondamentali
- Se si toglie ku-, si ottiene la sola radice verbale affermativa(-imperativa), in questo caso -toka, a cui si possono attaccare altri prefissi e infissi (e.g. il prefisso personale e l’infisso temporale). Un altro esempio basilare è il verbo kusema (“parlare”), che ha come radice verbale affermativa -sema. Gran parte dei verbi finisce in -a (sporadicamente, in -i e -u, che peraltro mutano solo al causativo. Quelli che finiscono in queste vocali sono prestiti stranieri, per esempio dall'arabo).
- La radice verbale negativa, usata per le forme negative, subisce un mutamento di -a finale in -i riflesso in pronuncia e ortografia (va effettuato un cambio, oltre all’aggiunta di un prefisso per la negazione: vedi avanti. Negli altri casi, non c’è alcun cambiamento di vocale finale). Per esempio, la radice negativa di kusema è -semi. Si anticipa che la radice verbale all’affermativo è già in partenza un tempo verbale utilizzabile: è l’imperativo affermativo singolare, per dare ordini (“Sema!” Parla!). Anche l’infinito è utilizzabile dove in italiano si usa l’infinito (e.g. "io so parlare swahili") e si ricicla per formare il passato negativo.
- Il terzo tipo di radice verbale è la radice verbale imperativa negativa (al singolare), che è la seconda che si ottiene con la modifica di un suono a fine parola: si ottiene togliendo ku- alla forma base e sostituendo la -a finale con il suffisso dell'imperativo negativo -e (se finisce con altre vocali, non avviene nessun cambio). Per esempio, da kusema si ottiene -seme (ma, senza prefissi, questa radice è inutilizzabile per formare l'imperativo negativo).
- Il quarto tipo di radice verbale è la radice verbale causativa (con cui si traduce "far fare, farsi fare, lasciar fare"): dalla forma base si toglie ku- (a tutti i verbi, nessuno escluso), dopodiché si sostituisce la vocale finale con la terminazione -isha o -esha. Per sapere quale delle due si usa, si osserva la penultima vocale della forma base: se è -a-, -i-, -u-, si usa -isha; se è invece -e-, -o- allora si usa -esha. la terminazione si può automatizzare o si può pensare nel seguente modo: le vocali i/e sono anteriori, mentre la u/o sono posteriori (basta pronunciarle per accorgersene). Le vocali i/u in particolare sono pronunciate con la lingua più innalzata rispetto a e/o (e questo è il punto più importante). Pertante, -isha inizia con vocale anteriore alta, mentre -esha inizia con vocale anteriore bassa. Ebbene, se la penultima vocale è alta, il suffisso verbale del causativo inizia con vocale alta, come se ci fosse un'armonia vocalica (questo principio esiste nella formazione delle parole in finlandese moderno, coreano arcaico e nella grammatica turca); se la penultima vocale è bassa, il suffisso inizia con vocale bassa. Ergo, i pattern si possono ordinare, pensare e memorizzare come [...i...isha], [...u...isha], [...a...isha] (questo si impara a memoria); [...e...esha], [...o...esha]: 4 su 5 mostrano un accordo con la posizione della lingua alta o bassa. Se la radice finisce in -ka, l'unica mutazione che avviene è un cambiamento di consonante: -sha. Assomiglia a una contrazione del suffisso causativo. Per approfondimenti, vedi avanti. Infine, questo principio si vede pure nei casi particolari della formazione dell'infinito passivo, tale per cui si osserva l'apertura della penultima vocale: -aa, -ua > -liwa; -oa > -lewa.
- Il quinto tipo di radice verbale è la radice verbale passiva e si forma in gran parte dei casi con l'inserimento della semivocale /w/, con cui si forma un dittongo. Per la precisione, in primis dalla forma base (che peraltro è l'infinito in diatesi attiva) si toglie il prefisso ku-. Dopodiché, si aggiunge appena prima della vocale finale -a, che quindi diventa -wa (lo stesso avviene con -ea, -ia). Per esempio, kuimba (cantare), kusaidia (aiutare) > kuimbwa, kusaidiwa. Se finisce in -aa, -ua, cambia parecchio /l/: -liwa. Idem se finisce in -oa: -lewa. Quelli che finiscono in -u, che derivano perlopiù da lingue non-Bantu (per esempio l'arabo), al passivo finiscono in -iwa. Quelli che finiscono in -i, anch'essi di derivazione straniera, subiscono una semplice aggiunta di -wa. I verbi monosillabici sono irregolari (ma si sente sempre -wa finale) e i tre più diffusi sono kula (mangiare), kupa (dare), kunywa (bere) > kuliwa, kupewa, kunywewa.
- Il sesto e ultimo tipo di radice verbale è la radice verbale riflessiva: dalla forma base del verbo, si toglie ku- e si inserisce l'infisso del riflessivo "JI" appena prima della radice. Alla forma negativa, l'infisso del riflessivo non cambia. Non si crea nessun dittongo.

In sintesi, da kusema, le cinque radici verbali (affermativa-imperativa/negativa generale/imperativa negativa [al singolare]/causativa/passiva) sono -sema, -semi, -seme, -semesha, -semwa. Da kuangalia ("guardare"), la radice riflessiva è -jiangalia.
Oltre alla distinzione in radice affermativa e negativa, la seconda distinzione è tra verbi che all’infinito sono bisillabici (e quindi avrebbero una radice monosillabica) e verbi polisillabici. Se la prima distinzione serve a formare tempi positivi e negativi, la seconda serve a imparare che i verbi bisillabici si coniugano senza togliere ku- dall’infinito/forma base; in quelli polisillabici, avviene il contrario, cioè si ritene -ku (una sola sillaba come radice sarebbe poco informativa e troppo breve e laconica).

#### Pronomi personali soggetto +prefissi personali
Quanto dunque ai pronomi personali soggetto, sono parole a sé e contemporaneamente anche un prefisso personale attaccato alla radice dei verbi, ragion per cui deve essere capito come funzionano basilarmente i verbi (cosa avvenga quando alla terza persona c’è un soggetto diverso da un pronome personale soggetto, è già noto: si inserisce l’accordo con la classe del soggetto in questione, non il prefisso personale). Il prefisso personale, variabile per ogni persona, si mette prima dell’infisso verbale per indicare il tempo all’affermativo, ma se il verbo non è affermativo ma è negativo, avviene un’inversione.
In swahili, non esiste un vocabolo per dare del Lei (come in italiano moderno, portoghese lusitano/europeo e spagnolo) o del Voi (come in francese e arabo) o del Loro invece di “voi” (come Ustedes in spagnolo) e simili: ci si dà genericamente del tu al singolare e del voi al plurale. Tra prefissi, infissi e radice non ci sono trattini divisori (hyphen), ma anche durante la spiegazione e studio dei verbi si possono usare per mettere in evidenza i componenti.
I verbi in swahili possono reggere o meno preposizione (e.g. venire da), ma non tutti i casi hanno la stessa corrispondenza nelle varie lingue: per esempio, kutoka non ha bisogno di preposizione, come se fosse scontata o pre-registrata nel verbo, e.g. Io vengo dall’Italia > Io vengo Italia. Simili casi si ritrovano nelle altre lingue, per esempio “ottenere” in arabo regge la preposizione “verso” e non è dunque un verbo transitivo come in molte altre lingue, mentre “andare a” in cinese non ha preposizioni e si comporta come un verbo transitivo, e.g. io – devo – andare - scuola.
I pronomi personali soggetto e i prefissi personali (struttura affermativa) sono esposti insieme (studiarli scollegati non ha molto senso) e “$$” sostituisce il prefisso temporale. Il verbo-fantoccio selezionato è il polisillabico “kutoka”, radice verbale affermativa -toka e negativa -toki, venire da):
Mimi ni-- (e.g. mimi ni-$$-toka)
Wewe u-- (wewe u-$$-toka)
Yeye a-- (yeye a-$$-toka)
Sisi tu-- (sisi tu-$$-toka)
Nyinyi m-- (nyinyi m-$$-toka)
Wao wa-- (wao wa-$$-toka)
e.g. noi veniamo da > [sisi tu]-na-toka > sisi tunatoka; noi non veniamo da > sisi ha-tu-toki)
Con un ribaltamento (e l’accortezza di usare la radice verbale in forma negativa), si ricava dunque la struttura base (ci sono sporadiche variazioni) dei tempi negativi a partire dai pronomi personali soggetto +prefisso personale (che alla prima persona cade a prescindere). Con la dicitura-fantoccio “HH” e "SS", si indica il prefisso temporale, stavolta negativo (contrariamente a “$$”). In generale, l’aspirazione nel sistema verbale indica una negazione (nelle deissi, indica la deissi prossimale: hi-/ha-). Un prefisso negativo molto usato per esempio è ha-, per esempio, e se seguito da vocali è soggetto a caduta vocalica (questa sillaba si nota in "hapana", che significa proprio "no"). Alla prima persona diventa "si" (quest'ultimo a sua volta si usa per formare l'imperativo negativo) e dà l'impressione che l'aspirazione abbia subito una buccalizzazione (è il contrario della debuccalizzazione, e.g. latino "septem" > greco "hepta": il suono, dal profondo della gola, si ripesca e pronuncia in bocca e viceversa). Le variazioni possono essere pensate come applicazioni a questo schema base per comodità:
Mimi --- (e.g. mimi SS---toki)
Wewe -u- (wewe HH-u-toki)
Yeye -a- (yeye HH-a-toki)
Sisi -tu- (sisi HH-tu-toki)
Nyinyi -m- (nyinyi HH-m-toki)
Wao -wa- (wao HH-wa-toki)
Infine, lo swahili (come portoghese, spagnolo, romeno e arabo) è una lingua pro-drop, tale per cui alcuni elementi possono restare inespressi, tipicamente i pronomi personali soggetto. Siccome il prefisso o infisso personale indica già la persona, il pronome personale soggetto si può elidere (e.g. kucheka “ridere”: io rido > mimi ni-na-cheka > (mimi) ninacheka). Da qui si ricava anche come l’elemento più importante sia proprio il prefisso o infisso personale, piuttosto che il pronome personale soggetto.
Più avanti sono spiegati i pronomi personali oggetto, e.g. "Io ti pago" > "Io pago te", che sono degli infissi personali.

#### L’infinito/forma base del verbo
Il primo tempo verbale è dunque l’infinito, che si ottiene direttamente come forma base. In alternativa, si può pensare come il prefisso verbale dell’infinito KU- attaccato alla radice verbale e senza prefisso personale variabile, e.g. toka “andare [come radice verbale]” > kutoka.
Alcuni verbi all’infinito sono: kutoka (venire da), kusema (parlare), kusoma (studiare, leggere attentamente), kukaa (vivere/risiedere), kupenda (apprezzare/piacere/amare), kulala (dormire), kucheka (ridere), kuimba (cantare), kucheza (suonare, danzare), kuandika (scrivere), kusikia (ascoltare), kuona (vedere), kuishi (vivere/risiedere), kujibu (rispondere), kujaribu (tentare/provare), kurudi (ritornare), kufikiri (pensare).

#### Presente indicativo di tipo 1 (+continuato) affermativo, differenza con il presente affermativo di tipo 2 e negazione del presente (tipo 1 e 2)
Il secondo tempo verbale è il presente indicativo affermativo, che è “prefisso personale variabile + infisso verbale invariabile NA + radice verbale affermativa”, e.g. mimi ni-na-sema > (mimi) ninasema (io parlo). L’ordine “prefisso personale – infisso verbale”, cambiano se si passa dall’affermativo al negativo, come cambia anche “na”, che è specifico per la forma affermativa (vedi avanti). Questo tempo verbale si usa per azioni abituali ma anche, in base al contesto, per indicare un’azione in fase di svolgimento nel presente, cioè per formare il presente continuato (in inglese invece si distingue con una costruzione a sé; nelle lingue romanze o ci si comporta come lo swahili, o si usano composti, per esempio il verbo “stare” in italiano, spagnolo e portoghese).
Attenzione: in swahili all'affermativo ci sono due presenti indicativi: quello di tipo 1 non può avere la presenza di espressioni temporali che specificano quando o ogni quanto si effettua/ha luogo l'azione abituale, e.g. "io <di solito> leggo libri VS io ogni mattina leggo libri; io <di solito> cucino i dolci VS io ogni sabato pomeriggio cucino i dolci". Anche solo esprimere direttamente l'avverbio "di solito/tipicamente" porta a abbandonare il presente di tipo 1. Il presente di tipo 2 si usa quando si specifica il momento temporale più o meno preciso e quando si usa apertamente l'avverbio "di solito". Ma quando l'azione è al presente continuato, si usa sempre quello di tipo 1. Quindi, ciò che fa venire il dubbio è l'azione abituale.
Il presente indicativo di tipo 1 e 2 negativo (è identico), con due piccole variazioni, ha la struttura “prefisso verbale negativo H(A) + infisso personale + radice verbale negativa, in cui la [-a], se presente, muta in [-i]”: non solo ha una versione interamente sua ma, come già accennato, l’ordine “indicazione persona-tempo” si ribalta. La prima variazione della struttura base dei tempi negativi, illustrata in precedenza, è alla prima persona, in cui “ha” diventa “si” e l’infisso personale “ni” cade. La seconda, che segue un pattern fisso e subito identificabile, è ha—di fronte agli infissi che iniziano per vocale, che sono solo due: wewe HH-u- e yeye HH-a-: in questi casi, per comodità, la ha- perde la vocale /a/, riducendosi in un’aspirazione sorda /h/ sia in pronuncia che in ortografia, e.g. tu non vieni da > *wewe ha-u-toki > wewe h-u-toki > wewe hutoki. Io vengo > *mimi SS---toki > mimi si-toki > mimi sitoki. Il presente indicativo negativo indica sia il presente semplice che continuato al negativo. Se si vuole disambiguare grammaticalmente che è continuato (e.g. io non studio VS io non sto studiando), si può usare l'avverbio di tempo "ora/adesso", sasa.

#### Presente indicativo di tipo 2 (momento preciso) affermativo
Il presente di tipo 2 affermativo, quello in cui si è molto più immediato di quello di tipo 1: si prende la radice verbale affermativa e si aggiunge il prefisso HU- (non servono infissi personali), anche con soggetti che non sono pronomi personali. Come già accennato, la negazione è identica alla negazione del presente di tipo 1.

#### Il Perfetto swahili (passato prossimo italiano) affermativo e negativo (+variante enfatica)
Il perfetto swahili (in inglese viene chiamato "Perfect", forse da "Present Perfect") corrisponde proprio al Present Perfect inglese e al passato prossimo italiano per descrivere azioni appena concluse. Si forma con "prefisso personale +infisso temporale affermativo ME(SHA) +radice verbale affermativa-imperativa". Di base si usa "me-", mentre se si usa "mesha-" si aggiunge enfasi, e.g. "Ho scritto la lettera VS Ho appena appena appena scritto la lettera". Questa variazione si origina a partire dal verbo "kuisha" (finire, terminare). Attenzione se, alla terza persona, il soggetto non è un pronome personale soggetto.
Per ottenere il perfetto swahili negativo ("non avere ancora [fatto qualcosa]"), ci si limita a sostituire l'infisso temporale affermativo con quello negativo "JA", di cui esiste solo questa versione unica.

#### Passato remoto affermativo e negativo
Il passato affermativo, per indicare azioni eseguite e finite nel passato, si forma con "prefisso personale o di classe del nome + infisso temporale del passato LI +radice verbale affermativa": si può pensare come il presente di tipo 1 affermativo ma con "li" al posto di "na".
Per negarlo, basta semplicemente usare la struttura "prefisso per la negazione "ha" +infisso personale +infinito del verbo/forma base": come già accennato, l'infinito si può anche usare come base per formare il passato remoto negativo. Le contrazioni dell'infisso personale accanto a "ha" sono uguali a quelle che si notano nel presente negativo (nega sia il tipo 1 che il tipo 2).  Anche l'eccezione alla prima persona singolare "prefisso negativo "si" +infinito del verbo" senza infisso personale resta valida e si ripresenta.

#### Futuro semplice affermativo e negativo
Il futuro affermativo, per indicare azioni che devono ancora avvenire, si forma con "prefisso personale o di classe del nome + infisso temporale del passato TA +radice verbale affermativa": si può pensare come il presente di tipo 1 affermativo ma con "ta" al posto di "na" o come il passato affermativo con "ta" al posto di "li".
Si nega aggiungendo a tutto il composto il prefisso di negazione "ha" (l'infisso "ta", rimanendo, specifica che è il tempo futuro). Le contrazioni e la presenza del solo "si" negativo alla prima persona restano e sono dunque in comune con il presente di tipo 1 e 2 negativi e con il passato remoto negativo.

#### Imperativo affermativo e negativo (forma singolare; forma plurale) e i due irregolari (andare, venire)
L'imperativo si usa per dare ordini e divieti/proibizioni. Si usa solo alla seconda persona singolare e plurale (e.g. Muoviti! Muovetevi!). L'imperativo affermativo singolare corrisponde in toto alla radice affermativa-imperativa del verbo: dalla forma infinita/base/del dizionario si toglie ku-. Se il verbo alla forma base è bisillabico (e.g. kula, "mangiare"), non si toglie nulla: "Kula!" (Mangia!), "Sema!" (Parla! < da "kusema"). L'imperativo negativo singolare si basa sulla forma imperativa negativa della radice verbale, e.g. "-semi!" (< kusema). A quest'ultima, si unisce il prefisso personale della seconda persona u- e subito dopo l'infisso dell'imperativo negativo -si-, seguito infine dalla radice verbale alla forma imperativa negativa. In altre parole, per semplificare il tutto, si può pensare come usi- seguito dalla radice verbale dell'imperativo negativo: la combinazione usi- comunque non è preconfezionata, ma ha la sua logica dietro, appena spiegata. Un esempio è "Non parlare!", Usisemi! Se il verbo alla forma base è bisillabico, basta sostituire ku- con il prefisso del negativo "ha" già combinato con l'infisso -u- della seconda persona singolare, ragion per cui si potrebbe anche pensare come un prefisso preconfezionato ad hoc "hu-" (in realtà anche questo ha la sua logica dietro, appena spiegata): "Non mangiare!" > Hula! I verbi di questo tipo non si comportano come i polisillabici, altrimenti sarebbero troppo laconici: "kula" per assurdo diventerebbe *"li!", ma è una singola sillaba troppo laconica.
Dopo il singolare ("Tu... !"), viene il turno del plurale ("Voi... !"). Quanto all'imperativo affermativo plurale, se il singolare corrisponde alla radice affermativa-negativa, quello plurale si basa su quest'ultima: si sostituisce -a con -eni. In casi di altre vocali, semplicemente si attacca direttamente il suffisso del plurale -ni. Un esempio è "Parlate!", Semeni! (< kusema). L'imperativo negativo plurale invece si basa sui soliti prefissi ed è identico a quello affermativo plurale come struttura: cambia solo la u-, che al plurale (seconda persona) come già noto è m-; a essa segue l'infisso dell'imperativo negativo, -si-, a cui infine segue la radice verbale dell'imperativo negativo (non si usa il suffisso -ni perché il plurale è già indicato da m- di "Msi-": oltre che errato, riusare -ni quando il solito prefisso personale è già inserito renderebbe il composto ridondante). Quindi, questo tempo si può pensare come Msi- seguito dalla radice verbale dell'imperativo negativo (ancora una volta, Msi- si può imparare meccanicamente ma ha dietro la sua logica, appena spiegata).
Infine, due verbi all'imperativo sono irregolari in tutte le forme (all'affermativo, entrambi prendono una consonante n- che sembra saltare fuori dal nulla) e sono "andare; venire" (kuenda; kuja, che in più è soggetto alla caduta di ku-): affermativo "Nenda, nendeni! Njoo, njooni!" (salta fuori dal nulla una N-; nel secondo, la radice si stravolge totalmente), negativo "Usiende, msiende! Usije, msije!".

#### Il causativo affermativo e negativo
La forma causativa del verbo, ottenibile con la radice verbale alla forma causativa (-isha, -esha a partire dalla forma affermativa-imperativa), traduce "far fare, farsi fare, lasciar fare". Innanzitutto, la radice verbale causativa a cui si è già accennato (la quarta) si ottiene togliendo ku- dalla forma base e sostituendo la vocale finale in blocco con -isha o -esha. Per capire quale dei due si mette, bisogna vedere la penultima vocale (stavolta, non l'ultima): se è -a-, -i-, -u- è -isha, se invece è -e-, -o- è -esha (alcuni modi per imparare la terminazione giusta sono già stati discussi). Se l'ultima consonante del verbo è -k- l'unico cambiamento che si effettua è la modifica di quest'ultima in -sh- (è come se il suffisso del causativo fosse presente ma in forma contratta). Solo due verbi non hanno contrazioni: kuandika (scrivere) e kucheka (ridere) > -andikisha, -chekesha. Kulala (dormire) è irregolare: muta direttamente in -laza. Una volta ricavata la radice in forma causativa, il verbo si coniuga al presente, passato e futuro senza irregolarità. Attenzione quando il soggetto non è un pronome personale soggetto.

#### Il congiuntivo swahili (il condizionale e congiuntivo italiano e imperativo alla prima persona plurale) affermativo e negativo
Il congiuntivo swahili (in inglese viene chiamato "subjunctive") traduce in realtà il condizionale in italiano e si usa per dare suggerimenti in tutte le persone (in caso contrario, si darebbe un ordine diretto, che è molto diverso; peraltro, si potrebbe fare ciò solo alla seconda persona singolare e plurale). Quindi, il verbo servile "dovere" al condizionale seguito dall'infinito è una struttura che non serve in swahili: è sufficiente un unico verbo. In più, il congiuntivo swahili traduce una forma particolarissima di imperativo, che corrisponde al "let's... !" inglese per fare inviti forti a chi ascolta e validi anche per chi parla, cui e.g. "Tu dovresti studiare di più", "Andiamo al cinema!" (Let's go to the cinema!). Si forma con una piccola modifica della radice imperativa negativa, per semplificare il concetto: semplicemente, a essa si aggiunge il prefisso del pronome personale. Attenzione se il soggetto a cui è rivolto un suggerimento non è un pronome personale soggetto, e.g. "Tuo padre dovrebbe mangiare di meno". In più, il congiuntivo swahili effettivamente traduce anche il congiuntivo italiano, anche se non si limita ad esso. Per la precisione, il congiuntivo italiano si nota con espressioni impersonali molto diffuse per fare suggerimenti, e.g. "è necessario/meglio che [soggetto faccia qualcosa]". Con il congiuntivo, si fanno anche inviti (si possono pensare come ordini molto smorzati e cortesi), e.g. "Per fare, si sieda". Infine, il congiuntivo si usa anche per esprimere il complemento di fine/scopo in italiano non colloquiale, e.g. "Sono andato nella sala riunioni per incontrare il direttore" > "Sono andato nella sala riunioni affinché <io> incontrassi il direttore" (la sintassi rispecchia l'italiano e "affinché" in swahili si traduce come "ili"). Si ricorda che, per formare questo verbo, ku- va tolto pure ai verbi che alla forma base sono bisillabici.
Per ottenere il congiuntivo swahili negativo, utilizzabile in tutti i modi indicati sopra ma al negativo, alla versione affermativa si aggiunge l'infisso negativo del congiuntivo swahili -si-.

#### Il verbo essere, avere e esserci affermativi e negativi
Il verbo essere al presente consiste nella sola sillaba “ni” (non è una radice, ma un verbo già completo), mentre “non essere” è un verbo a sé ed è “si”, non hanno bisogno di prefissi personali e temporali e sono invariabili per tutte le persone (il verbo essere all’affermativo si comporta come shi4 是 in cinese). Si usa con la nazionalità, occupazione, specificazione di un oggetto (e.g. io sono italiano, io sono professore, questa è la camera da letto) e con gli aggettivi (e.g. io sono stanco). Al passato, diventa -li-kuwa, con prefisso personale (e, alla terza persona, il legame con la classe del soggetto). Si noti la regolarità, siccome in primis ha l'infisso temporale "li" per formare il passato. Al negativo, diventa "prefisso di negazione si/ha + infisso personale/di classe + kuwa". Al futuro, è ancora regolare: diventa -ta-kuwa, sempre preceduto dal prefisso personale o di classe per la concordanza alla terza persona (all'intero si vede l'infisso temporale del futuro "ta"). Si nega come un qualunque verbo negativo al futuro: "prefisso del negativo si/ha +infisso personale/di classe + infisso del futuro "ta" +kuwa". In generale, quando si chiede "<Luogo/oggetto> dove è?", il verbo essere non si usa: "Hoteli iko wapi?".
Il verbo avere deriva da "kuwa na", "essere con" (e.g. io ho un libro > io sono con un libro) e, al presente, consiste nella radice verbale -na a cui si attaccano i prefissi personali: non serve nessun prefisso temporale siccome questa radice è già preimpostata di default al presente.  Il prefisso personale, se il soggetto non è un pronome personale (terza persona singolare o plurale), si usa come al solito il prefisso per formare la concordanza con la classe del nome (e.g. lui ha VS il bambino ha, i bambini hanno: "yeye ana VS mtoto mana, watoto wana"). Si nega al presente come un qualunque verbo negato al presente: "prefisso di negazione (si-, ha-) +infisso personale +radice verbale na". Semplicemente, nemmeno al negativo serve il prefisso temporale. L'infisso personale, alla terza persona, ha la concordanza se il soggetto non è un pronome personale. Al passato, diventa "prefisso personale/di classe + -li-kuwa": è identico al verbo essere e il contesto disambigua il significato e soprattutto se la frase è sensata o meno (e.g. "Io avevo un computer, io avevo un cane, io avevo un cactus" > frase sensata; "Io ero un computer, io ero un cane, io ero un cactus" > frase insensata). Si nega al passato nello stesso modo di "essere". Al futuro affermativo e negativo, corrisponde con "essere" e il significato si disambigua dal contesto e dal fatto che la frase è sensata o meno.
Il verbo "esserci" al presente è "kuna..." a inizio frase ed è invariabile come numero: ricorda molto "hunaaka..." in arabo e "hay" in spagnolo, che funzionano allo stesso modo (anche in portoghese il verbo è simile: há). Si nega con il prefisso negativo ha-: "hakuna...", sempre invariabile, e.g. hakuna matata ("nessun problema, no problem, no trouble"). Al passato, è "kulikuwa...", invariabile (si noti l'infisso del passato "li"). La versione negativa prende di nuovo il prefisso di negazione ha-: "hakukuwa...", sempre invariabile. Al futuro è "kutakuwa...", invariabile (si noti l'infisso del futuro "ta"). La versione negativa è prende il prefisso ha-: "hakutakuwa...", invariabile.

#### Pronomi personali oggetto
I pronomi personali oggetto non solo sostituiscono il nome (per esempio, una persona di cui si parla), ma si possono affiancare ad esso per dargli enfasi, e.g. "Ho parlato con lui -il professore". In swahili, questi pronomi sono degli infissi che si inseriscono nel verbo: non sono dei vocaboli a sé, quindi i pronomi personali per esteso sono separati rispetto ai prefissi e infissi personali. Si inseriscono appena prima della radice verbale quando si forma un tempo e non cambiano mai posizione. Tre di loro sono identici ai pronomi soggetto. Essi sono:
-ni-
-ku-
-m(w)- (la semivocale "w" si aggiunge se la radice verbale inizia per vocale: si forma un dittongo)
-tu-
-wa-
-wa-
"-ni-, -tu-, -wa-" non hanno differenze, mentre -ku- deriva dall'aggiunta della consonante /k/ a -u-.
Anche in questo caso, se il pronome non sostituisce una persona ma oggetti e concetti astratti (anche prestiti) come terza persona ("...esso/a; ...essi/e"), quello che in inglese è "it" si indica con un infisso a sé. Ebbene, questo preciso infisso è lo stesso identico per cui ogni classe si differenzia. Tolta la classe 1 m-wa, che sono quelli sopra (non a caso, la classe 1 contiene nomi comuni di persona che non sono prestiti, alcuni nomi di parentela e alcuni animali), per gli oggetti, dalla classe 2 alla classe 7, sono: ki-vi, i-zi, li-ya, u-i, u-zi/ya in base al pattern del plurale, ku- (solo singolare). Siccome sono già largamente noti, non si aggiunge nulla di nuovo. Anche in questo caso si può mettere la costruzione pleonastica e ridondante "pronome + oggetto" per dare enfasi (e.g. "Io l'ho comprato il libro"). Se ci si riferisce a una persona o animale di altre classi (e.g. il prestito di classe 3 "Daktari", dottore; "mbwa", cane, anch'esso di classe 3), il pronome è quello della lista di default indicata sopra: ha più peso che sia una persona o animale.

#### Diatesi passiva affermativa e negativa
Per ottenere i tempi da diatesi attiva a passiva (presente di tipo 1 e 2, perfetto swahili, passato remoto, futuro semplice, congiuntivo swahili) si applicano tutte le regole di ogni singolo tempo viste finora. Dall'affermativo al negativo, non ci sono irregolarità o novità. Semplicemente, ciò che è veramente determinante è la radice verbale usata, che deve essere quella del passivo. Come sempre, attenzione alla terza persona se il soggetto non è un pronome personale soggetto (e.g. Lui è stato chiamato dalla mamma VS Il bambino è stato chiamato dalla mamma).
Forma riflessiva
Per ottenere un verbo riflessivo dalla forma base (e.g. guardare > guardarsi), si prende quest'ultima, si toglie ku- e si inserisce l'infisso del riflessivo "JI" appena prima della radice (non c'entra con il prefisso di classe 4 ji-ma [li-ya]). Alla forma negativa, l'infisso del riflessivo non cambia. Non si creano mai dittonghi: "jy-" è scorretto. Per coniugare i verbi riflessivi in tutti i tempi (forma affermativa e negativa) avendo la radice verbale riflessiva, si seguono le regole già note per ogni tempo.

### Domande dirette e avverbi interrogativi +alcune preposizioni
Per fare una domanda diretta (a cui si risponde di sì o di no) si intona con un tono crescente la corrispondente frase affermativa. In alternativa, a essa si affianca la particella interrogativa "Je, ...?", che assomiglia vagamente all'arabo "hal... ?". "Sì; no" si traduce "ndio/ndiyo; hapana/la". La quarta possibilità è un prestito dall'arabo. Se si dà la risposta completa, si dice di "sì/no" e si ripete il verbo e il contenuto della domanda all'affermativo o negativo: funziona come l'inglese.
Gli avverbi interrogativi, che in gran parte si mettono a fine frase (ma nella parlata molto colloquiale si potrebbero trovare da soli), sono i seguenti:
- ...nini? (cosa...?)
- ...na nini? (con cosa?)
- ...wapi? (dove?)
- ...-ko wapi? (dove è...?) [-ko ha l'accordo con le classi. Nella domanda, non si usa il verbo essere: lett. "L'hotel (è) dove?" > Hoteli iko wapi?]
- ...nani? / Nani...? (chi...? Chi...?) [se riferito al soggetto (e non al complemento oggetto diretto), è a inizio frase ed è subito seguito dal verbo. In generale, "nani" significa pure "quale" quando si chiede il nome: è un utilizzo molto particolare. Quindi, "Qual è il tuo nome?" > "Jina lako ni nani?"]
- ...na nani? (con chi?)
- ...kwa nani? (a chi?)
- ...-a nani? (di chi?) [prende l'accordo con il nome di cui non si sa il possessore/i]
- ...vipi? / Vipi...? (come...?) [riferito non solo al modo, ma anche allo stato di salute e all'apparenza di qualcosa]
- ...gani? (quale...? che tipo di...?)
- Kwa nini...? (perché?) [nella risposta, "Kwa sababu..."]
- ...lini? (quando...?)
- ...-ngapi? (Quanti/e?)
- ...kiasi gani? (Quanto/a?) [con nomi non contabili]

Quando non si capisce qualcosa, non si dice "Cosa?" come in molte lingue, ma "Scusate?" dal verbo "perdonare" (kusamehe): "Msamaha?"

### Comparativo di maggioranza, uguaglianza e minoranza; superlativo assoluto
Per formare il comparativo di maggioranza "X è/non è più [aggettivo] di Y", si dice "X ni/si [aggettivo con concordanza con X] kuliko Y". La parola kuliko, letteralmente, significa "rispetto a" (than).
Per formare il comparativo di minoranza, "X è meno [aggettivo] di Y", si dice "X ni [aggettivo con concordanza con X] kidogo kuliko Y". La parola kidogo, letteralmente, significa "piccolo" (small).
Per formare il comparativo di uguaglianza, "X è/non è [aggettivo] come/tanto quanto Y", si dice letteralmente "X ni/si [aggettivo con concordanza con X] kama Y". La parola kama significa "come" (like).

### Avverbi di modo, frequenza, luogo, tempo e espressioni temporali (tranne i nomi dei giorni e dei mesi)
haraka (velocemente)
polepole (lentamente)
kwa uangalifu (con attenzione, attentamente)
hakika (sicuramente)
daima (sempre), kila wakati (ogni volta)
karibu kila wakati (quasi ogni volta)
mara nyingi (spesso) ["mara"= istante; "-ingi"= molto/i]
ni vigumu (quasi mai)
kamwe (mai)
nadra (raramente)
hapa (qui/qua)
huko (lì/là)
jana (ieri)
jana asubuhi (ieri mattina)
jana mchana (ieri pomeriggio presto)
jana jioni (ieri sera)
jana usiku (ieri notte)
lao (oggi)
asubuhi hii (questa mattina)
mchana huu (questo pomeriggio presto)
jioni hii (questa sera)
usiku huu (questa notte)
kesho (domani)
kesho asubuhi (domani mattina)
kesho mchana (domani pomeriggio presto)
kesho jioni (domani sera)
kesho usiku (domani notte)
wiki hii (questa settimana) [qui si può usare un prestito inglese]
wikendi hii (questo week-end, questo fine settimana) [altro prestito inglese]
wiki iliyopita (la settimana scorsa)
wiki ijayo (la settimana prossima)
mwezi huu (questo mese)
mwezi uliopita (il mese scorso)
mwezi ujao (il mese prossimo)
mwaka huu (quest'anno)
mwaka jana (l'anno scorso)
mwaka ujao (l'anno prossimo)
katika siku chache zilizopita (negli ultimi due giorni) ["katika"=in; "chace"= alcuni (few); "-li-pita"=trascorsi, passati]
katika masaa machache yaliyopita (nelle ultime ore)
katika wiki chache zilizopita (nelle ultime settimane)
katika miezi michache iliyopita (negli ultimi mesi)
katika miaka michache iliyopita (negli ultimi anni)
katika miaka sita iliyopita (nelle ultime sei ore)

### Pronome relativo
Per esemprimere il pronome relativo "che" (il quale/le quali; i quali/le quali) si usa la radice amba-, che come suffisso prende tutti prefissi delle singole classi al singolare e plurale con una piccola modifica: tranne nella classe 1 m-wa, che è irregolare, in tutti gli altri casi sono regolari e in più devono finire tutti quanti con la vocale -o. Alcuni esempi in italiano sono "il bambino che/il quale parla, il bambino che/il quale studia swahili, il bambini che/i quali sono venuti qui ieri". Pertanto, alla radice amba- dalla classe 1 a 7 si aggiunge: ye-o, cho-vyo, yo-zo, lo-yo, o-yo, o-zo/yo (dipende se il plurale segue la classe 3 N o la classe 4 ji-ma), ko (solo al singolare). Nella classe 8, dipende dai tre pattern: amba- prende -po/ko/mo.

### Congiunzioni principali
na (e)
au (o/oppure)
Kwa (per)
Kwa sababu... (perché/poiché)
Haya kama... (anche se)
kana kwamba (come se)

### Numeri ordinali e cardinali, nomi dei giorni della settimana e dei mesi
I numeri da zero a 10 inclusi sono indicati sotto. Se usati in isolamento e in combinazione con i nomi di classe 3 N, non hanno accordo. Se legati a un nome di tutte le 8 classi tranne la classe 3 N, alcuni di essi sono invariabili (0/6/7/9/10/le decine, tutti prestiti arabi e dunque invariabili di default), mentre altri hanno l'accordo con la classe del nome (quindi sono anche radici numerali). In swahili, i numeri ordinali e cardinali sono identici tranne per il numero due, che ha una sua versione ordinale, e il numero uno, che ne ha ben due: una è un arcaismo ma si usa nella parola "sabato" e "gennaio" e, raramente, si usa come nome proprio di persona; l'altra è la versione moderna.
0 sifuri/sufuri
1 moja, -moja [kwanza; mosi (arcaico)]
2 mbili, -wili [pili]
3 tatu, -tatu
4 nne, -nne
5 tano, -tano
6 sita
7 saba
8 nane, -nane
9 tisa
10 kumi
- I numeri da 1 a 9 sono estremamente versatili siccome si riciclano per formare le unità nelle decine e anche per formare in toto le centinaia affiancandoli a "mia..." (e.g. 500 > mia tano), le migliaia a "elfu...", le centinaia di migliaia a "laki...", i milioni a "milioni...", i miliardi/bilioni a "bilioni..." e i trilioni a "trilioni..." (tutti prestiti inglesi): i numeri in swahili a volte funzionano come addizioni, mentre in moltissimi altri casi sembrano una moltiplicazione con un'unità astratta e fissa, come un classificatore in cinese, giapponese, coreano e vietnamita.
- I numeri vanno dopo il vocabolo a cui si riferiscono e che, tranne per il numero uno (sarà a priori al singolare), sarà sempre al plurale.
- La percentuale si esprime con il vocabolo "asilimia...", e.g. 9% > asilimia tisa.
- Se si usa il punto (e.g. 2.5%), il numero si esprime con la parola "nukta", prestito persiano (lo stesso vocabolo si ritrova pure in Urdu, "Nuqta"), messa appena prima del numero a cui si riferisce: 2.5 > nukta mbili tano.
- Per i gradi di temperatura, si usa la parola "darasa...", e.g. dieci gradi "darasa kumi", dieci gradi sottozero "darasa kumi chini ya sufuri".
- Nei nomi di sovrani, si effettua una traduzione letterale, e.g. Carlo I° > Charles the First > Charles wa Kwanza, Ferdinando II° > Ferdinando wa Pili, Edoardo III° > Edward the Third > Edward wa Tatu.
- Le valute si usano prima del numero/cifra, e.g. "un dollaro, otto euro e quaranta centesimi più o meno" > dola moja, euro nane wa senti arobaini zaidi au chini (si riconoscono tre prestiti invariabili).
- Nell'orario, si usano i numeri ordinali in forma base e "AM/PM" reso come "alba/mattina/pomeriggio presto/pomeriggio tardi/sera/notte" (alfajiri/asubuhi/mchana/alasiri/jioni/usiku) e "d'orologio/o'clock" in prima posizione e reso con il prestito arabo "saa": "l'una d'orologio di notte" > saa moja usiku; "le due d'orologio in punto del pomeriggio presto" > saa mbili kamili mchana. Per indicare la mezz'ora, il quarto d'ora prima e dopo e i minuti si usano unusu/na nusu, na robo, na mbili kasorobo, na dadika <+numero di minuti>, per poi mettere il momento temporale: l'una e mezza di notte, l'una e un quarto del pomeriggio presto, un quarto all'una del pomeriggio presto, l'una e dieci minuti del pomeriggio presto > saa moja unusu/na nusu usiku, saa moja na robo mchana, saa moja kasorobo mchana, saa moja na dadika kuma mchana.
- I numeri da 1 a 12 inclusi sono subito utilizzabili per esprimere i giorni della settimana e i nomi dei mesi, che hanno due versioni: quella che deriva da prestiti inglesi e quella che usa i numeri, come in cinese.

I numeri della settimana, che iniziano in maiuscola (come anche i nomi delle lingue, e.g. Kiswahili), usano la parola "Juma" (settimana) fusa con il numero ordinale. Il primo giorno è il sabato, siccome il festivo secondo gli swahili è il venerdì: questo è infatti un giorno di preghiera. Per formare il "primo della settimana/sabato" si usa l'arcaismo "mosi". Se si vogliono evitare calcoli astrusi, o si impara il venerdì come l'ultimo della settimana, o i vocaboli si imparano a memoria:
Jumatatu (lunedì)
Jumanne (martedì)
Jumatano (mercoledì)
Alkhamisi/Alhamisi (giovedì)
Ijumaa (venerdì/il giorno della congregazione)
Jumamosi (il primo della settimana/sabato)
Jumapili (il secondo della settimana/domenica).
I mesi, che iniziano in maiuscola (come in inglese), invece prestiti inglesi accomodati o sono formati dalla parola "mese" (Mwezi) + numero ordinale:
Januari, Mweza wa kwanda (gennaio, "il mese primo")
Februari, Mweza wa pili (febbraio)
Machi, Mweza wa tatu (marzo)
Aprili, Mweza wa nne (aprile)
Mei, Mweza wa tano (maggio)
Juni, Mweza wa sita (giugno)
Julai, Mweza wa saba (luglio)
Agosti, Mweza wa nane (agosto)
Septemba, Mweza wa tisa (settembre)
Octoba, Mweza wa kumi (ottobre)
Novemba, Mweza wa kumi na moja (novembre)
Desemba, Mweza wa kumi na mbili (dicembre)
Quanto alla data completa, si usano le parole "tarehe" (data) e "mwaka" (anno) e la struttura è "Tarehe [numero cardinale del giorno] [nome del mese], mwaka [anno]", e.g. 31 ottobre 1971 > "Tarehe thelathini na moja Octoba, mwaka elfu moja mia tisa na sabini na moja" (la virgola per separare l'anno si può anche omettere).
Quanto agli altri numeri fino ai trilioni, fermo restando che buona parte della loro formazione si conosce già a monte, essi sono indicati con la radice già evidenziati (se in isolamento o usato con nomi di classe 3 N, si usano così come si vedono):
11 kumi na -moja
12 kumi na mbili, kumi na -wili
13 kumi na -tatu
14 kumi na -nne
15 kumi na -tano
16 kumi na sita
17 kumi na saba
18 kumi na -nane
19 kumi na tisa
20 ishirini
21 ishirini na moja
30 ishirini na mbili, ishirini na -wili
31 thelathini
32 thelatini na mbili, thelatini na -wili
40 arobaini
42 arobaini na mbili, arobaini na -wili
50 hamsini
52 hamsini na mbili, hamsini na -wili
60 sitini
62 sitini na mbili, sitini na -wili
70 sabini
72 sabini na mbili, sabini na -wili
80 themanini
82 themanini na mbili, themanini na -wili
90 tisini
92 tisini na mbili, tinisi na -wili
100 mia moja
Le decine si riciclano per indicare la decina nelle centinaia (e.g. 2300) e per formare le decine di migliaia con "elfu...".
105 mia moja na tano
150 mia moja na hamsini
155 mia moja na hamsini na tano
112 mia moja na kumi na mbili/-wili
200 mia mbili
250 mia mbili na hamsini
300 mia tatu
350 mia tatu na hamsini
400 mia nne
450 mia nne na hamsini
500 mia tano
550 mia tano na hamsini
600 mia sita
650 mia sita na hamsini
700 mia saba
700 mia saba na hamsini
800 mia nane
850 mia nane na hamsini
900 mia tisa
950 mia tisa na hamsini
1000 elfu (moja)
1001 elfu moja na moja
1500 elfu moja mia tano
1550 elfu moja mia tano na hamsini
1555 elfu moja mia tano na hamsini na tano
2000 elfu mbili
2500 elfu mbili mia tano
3000 elfu tatu
3500 elfu tatu mia tano
4000 elfu nne
4500 elfu nne mia tano
5000 elfu tano
5500 elfu tano mia tano
6000 elfu sita
6500 elfu sita mia tano
7000 elfu saba
7500 elfu saba mia tano
8000 elfu nane
8500 elfu nane mia tano
9000 elfu tisa
9500 elfu tisa mia tano
10.000 elfu kumi
15.000 elfu kumi na tano
15.500 elfu kumi na tano na mia tano
15.550 elfu kumi na tano mia tano na hamsa
15.555 elfu kumi na tano mia tano na hamsa na tano
20.000 elfu ishirini
30.000 elfu thelathini
40.000 elfu arobaini
50.000 elfu hamsini
60.000 elfu sitini
70.000 elfu sabini
80.000 elfu themathini
90.000 elfu tisini
100.000 laki moja
200.000 laki mbili
300.000 laki tatu
400.000 laki nne
500.000 laki tano
600.000 laki sita
700.000 laki saba
800.000 laki nane
900.000 laki tisa
1.000.000 milioni moja
2.000.000 milioni mblii
3.000.000 milioni tatu
4.000.000 milioni nne
5.000.000 milioni tano
6.000.000 milioni sita
7.000.000 milioni saba
8.000.000 milioni nane
9.000.000 milioni tisa
1.000.000.000 bilioni moja
2.000.000.000 bilioni mbili
1.000.000.000.000 trilioni moja
2.000.000.000.000 trilioni mbili

## Verbi diffusi e relative radici verbali; tavole di coniugazioni di alcuni verbi

### Verbi diffusi e relative radici verbali
| Infinito      | Traduzione                 | Radice affermativa- imperativa | Radice riflessiva | Radice negativa | Radice imperativa negativa | Radice passiva | Radice causativa      | Polisillabico? Bisillabico? (P? B?) |
| ------------- | -------------------------- | ------------------------------ | ----------------- | --------------- | -------------------------- | -------------- | --------------------- | ----------------------------------- |
| kuishi        | vivere                     | ishi                           | -                 | ishi            | ishi                       | -              | ishisha               | P                                   |
| kusema        | dire; parlare; raccontare  | sema                           | jisema            | semi            | seme                       | semwa          | semesha               | P                                   |
| kuchora       | disegnare                  | chora                          | jichora           | chori           | chore                      | chorwa         | choresha              | P                                   |
| kusoma        | studiare; leggere          | soma                           | jisoma            | somi            | some                       | somwa          | somesha               | P                                   |
| kuandika      | scrivere                   | andika                         | -                 | andiki          | andike                     | andikwa        | andikisha (irr.)      | P                                   |
| kufanya       | fare                       | fanya                          | -                 | fanyi           | fanye                      | fanywa         | fanyisha              | P                                   |
| kununua       | comprare                   | nunua                          | -                 | nui             | nunue                      | nunuliwa       | nunuliwa (!)          | P                                   |
| kuuza         | vendere                    | uza                            | jiuza             | uzi             | uze                        | uzwa           | uzisha                | P                                   |
| kula          | mangiare                   | kula                           | -                 | kuli            | kule                       | kuliwa (irr.)  | ?                     | B                                   |
| kunywa        | bere                       | kunywa                         | -                 | kunywi          | kunywe                     | kunywa (irr.)  | ?                     | B                                   |
| kupika        | cucinare                   | pika                           | -                 | piki            | pike                       | pikwa          | pikisha               | P                                   |
| kuchemsha     | bollire                    | chemsha                        | -                 | chemshi         | chemshe                    | chemshwa       | chemshisha            | P                                   |
| kukata        | tagliare                   | kata                           | jikata            | kati            | kate                       | katwa          | katisha               | P                                   |
| kulala        | dormire                    | lala                           | -                 | lali            | lale                       | -              | laza (irr.)           | P                                   |
| kucheka       | ridere                     | cheka                          | -                 | cheki           | cheke                      | chekwa         | chekesha (irr.)       | P                                   |
| kutoa         | dare                       | toa                            | -                 | toi             | toe                        | kupewa (irr.)  | tolewa (!)            | P                                   |
| kutafsiri     | tradurre                   | tafsiri                        | -                 | tafsiri         | tafsiri                    | tafsiriwa      | tafsirisha            | P                                   |
| kukumbuka     | ricordare                  | kumbuka (!)                    | jikumbuka         | kumbuki         | kumbuke                    | kumbukwa       | kumbusha (< *-ukisha) | P                                   |
| kukutana      | incontrare                 | kutana (!)                     | jikutana          | kutani          | kutane                     | kutanwa        | kutanisha             | P                                   |
| kusikiliza    | ascoltare                  | sikiliza                       | jisikiliza        | sikilizi        | sikilize                   | sikilizwa      | sikilizisha           | P                                   |
| kunusa        | annusare                   | nusa                           | jinusa            | nusi            | nuse                       | nuswa          | nusisha               | P                                   |
| kugusa        | toccare                    | gusa                           | jigusa            | gusi            | guse                       | guswa          | gusisha               | P                                   |
| kutazama      | guardare                   | tazama                         | jitazama          | tazami          | tazame                     | tazamwa        | tazamisha             | P                                   |
| kufungua      | aprire                     | fungua                         | jifungua          | fungui          | fungue                     | funguliwa      | funguliwa (!)         | P                                   |
| kufunga       | chiudere                   | funga                          | jifunga           | fungi           | funge                      | fungwa         | fungisha              | P                                   |
| kushinda      | vincere                    | shinda                         | -                 | shindi          | shinde                     | shindwa        | shindisha             | P                                   |
| kupoteza      | perdere                    | poteza                         | jipoteza          | potezi          | poteze                     | potezwa        | potezesha             | P                                   |
| kutafuta      | cercare                    | tafuta                         | jitafuta          | tafuti          | tafute                     | tafutwa        | tafutisha             | P                                   |
| kupata        | trovare                    | pata                           | jipata            | pati            | pate                       | patwa          | patisha               | P                                   |
| kujifunza     | imparare                   | jifunza                        | -                 | jifunzi         | jifunze                    | jifunzwa       | jifunzisha            | P                                   |
| kuomba        | pregare                    | omba                           | jiomba            | ombi            | ombe                       | ombwa          | ombesha               | P                                   |
| kuhaidi       | promettere                 | haidi                          | jihaidi           | haidi           | haidi                      | haidiwa        | haidisha              | P                                   |
| kuelewa       | capire, comprendere        | elewa                          | jielewa           | elewi           | elewe                      | eleweka (!)    | elewisha              | P                                   |
| kusaidia      | aiutare                    | saidia                         | jisaidia          | saidii          | saidie                     | kusaidiwa      | saidiisha             | P                                   |
| kuweka        | prenotare                  | weka                           | -                 | weki            | weke                       | wekwa          | wekesha               | P                                   |
| kubadilisha   | cambiare                   | badilisha                      | jibadilisha       | badilishi       | badilishe                  | badilishwa     | badilishina           | P                                   |
| kubadilishana | scambiare                  | badilishana                    | jibadilishana     | badilishani     | badilishane                | badilishanwa   | badilishanisha        | P                                   |
| kupenda       | amare; apprezzare, piacere | penda                          | jipenda           | pendi           | pende                      | pendwa         | pendesha              | P                                   |
| kucheza       | giocare                    | cheza                          | -                 | chezi           | cheze                      | chezwa         | chezesha              | P                                   |
| kupiga        | suonare; sparare           | piga                           | jipiga            | pigi            | pige                       | pigwa          | pigisha               | P                                   |
| kuchimba      | scavare                    | chimba                         | -                 | chimbi          | chimbe                     | chimbwa        | chimbisha             | P                                   |
| kulima        | arare; coltivare           | lima                           | jilima            | limi            | lime                       | limwa          | limisha               | P                                   |
| kumwagilia    | innaffiare                 | mwagilia                       | jimwagilia        | mwagilii        | mwagilie                   | mwagiliwa      | mwagiliisha?          | P                                   |
| kumwaga       | versare, sversare          | mwaga                          | -                 | mwagi           | mwage                      | mwagwa         | mwagisha              | P                                   |
| kuwinda       | cacciare                   | winda                          | jiwinda           | windi           | winde                      | windwa         | windisha              | P                                   |
| kushambulia   | attaccare, aggredire       | shambulia                      | -                 | shambulii       | shambulie                  | shambuliwa     | shambuliisha?         | P                                   |
| kuua          | uccidere                   | ua                             | jiua              | ui              | ue                         | kuliwa         | uisha?                | P                                   |
| kufa          | morire                     | kufa                           | -                 | kufi            | kufe                       | -              | ?                     | B                                   |
| kuoa          | sposare                    | oa                             | -                 | oi              | oe                         | -              | lewa                  | P                                   |

### Tavola di coniugazione nei tempi base attivi di 22 verbi

#### Presente indicativo di tipo 1 (+presente continuato)/passato remoto/passato prossimo/futuro sempliceaffermativiattivi
Esempio base: "kusema" (dire; parlare; raccontare): "Mimi ninasema, mimi nilisema, mimi nime(sha)sema, mimi nitasema" (NA: presente generico e continuato; LI: passato remoto; ME(SHA): passato prossimo; TA: futuro semplice). In totale, sono coniugati 22 verbi, di cui è indicato tra parentesi quadre e in grassetto l'infinito/forma base (per le radici complete, si rimanda alla tavola di radici).
| Pronome Personale | Presente 1 (+continuato)/passato remoto/passato prossimo/futuro semplice POSITIVI ATTIVI |
| ----------------- | --- |
| Mimi ni...        | [kuishi] Mimi ninaishi, niliishi, nimeshaishi, nitaishi; [kusema] Mimi ninasema, nilisema, nimeshasema, nitasema [kuchora] Mimi ninachora, nilichora, nimeshachora, nitachora; [kusoma] Mimi ninasoma, nilisoma, nimeshasoma, nitasoma [kuandika] Mimi ninaandika, niliandika, nimeshaandika, nitaandika; [kufanya] Mimi ninafanya, nilifanya, nimeshafanya, nitafanya [kununua] Mimi ninanunua, nilinunua, nimeshanunua, nitanunua; [kuuza] Mimi ninauza, niliuza, nimeshauza, nitauza [kula] Mimi ninakula, nilikula, nimeshakula, nitakula; [kunywa] Mimi ninakunywa, nilikunywa, nimeshakunywa, nitakunywa [kupika] Mimi ninapika, nilipika, nimeshapika, nitapika; [kuchemsha] Mimi ninachemsha, nilichemsha, nimeshachemsha, nitachemsha [kukata] Mimi ninakata, nilikata, nimeshakata, nitakata; [kulala] Mimi ninalala, nililala, nimeshalala, nitalala [kucheka] Mimi ninacheka, nilicheka, nimeshacheka, nitacheka; [kutoa] Mimi ninatoa, nilitoa, nimeshatoa, nitatoa [kutafsiri] Mimi ninafsiri, nilifsiri, nimeshafsiri, nitafsiri; [kukumbuka] Mimi ninambuka, nilimbuka, nimeshambuka, nitambuka [kukutana] Mimi ninakutana, nilikutana, nimeshakutana, nitakutana [kusikiliza] Mimi ninasikiliza, nilisikiliza, nimeshasikiliza, nitasikiliza [kunusa] Mimi ninanusa, nilinusa, nimeshanusa, nitanusa [kugusa] Mimi ninagusa, niligusa, nimeshagusa, nitagusa      |
| Wewe u...         | [kuishi] Wewe unaishi, uliishi, umeshaishi, utaishi [kusema] Wewe unasema, ulisema, umeshasema, utasema [kuchora] Wewe unachora, ulichora, umeshachora, utachora [kusoma] Wewe unasoma, ulisoma, umeshasoma, utasoma [kuandika] Wewe unaandika, uliandika, umeshaandika [kufanya] Wewe unafanya, ulifanya, umeshafanya, utafanya [kununua] Wewe unanunua, ulinunua, umeshanunua, utanunua [kuuza] Wewe unauza, uliuza, umeshauza, utauza [kula] Wewe unakula, ulikula, umeshakula, utakula [kunywa] Wewe unakunywa, ulikunywa, umeshakunywa, utakunywa [kupika] Wewe unapika, ulipila, umeshapika, utapika [kuchemsha] Wewe unachemsha, ulichemsha, umeshachemsha, utachemsha [kukata] Wewe unakata, ulikata, umeshakata, utakata [kulala] Wewe unalala, ulilala, umeshalala, utalala [kucheka] Wewe unacheka, ulicheka, umeshacheka, utacheka [kutoa] Wewe unatoa, ulitoa, umeshatoa, utatoa [kutafsiri] Wewe unatafsiri, ulitafsiri, umeshatafsiri, utatafsiri [kukumbuka] Wewe unakumbuka, ulikumbuka, umeshakumbuka, utakumbuka [kukutana] Wewe unakutana, ulikutana, umeshakutana, utakutana [kusikiliza] Wewe unasikiliza, ulisikiliza, umeshasikiliza, utasikiliza [kunusa] Wewe unanusa, ulinusa, umeshanusa, utanusa [kugusa] Wewe unagusa, uligusa, umeshagusa, utagusa                                                                                                  |
| Yeye a...         | [kuishi] Yeye anaishi, aliishi, ameshaishi, ataishi [kusema] Yeye anasema, alisema, ameshasema, atasema [kuchora] Yeye anachora, alichora, ameshachora, atachora [kusoma] Yeye anasoma, alisoma, ameshasoma, atasoma [kuandika] Yeye anaandika, aliandika, ameshaandika, ataandika [kufanya] Yeye anafanya, alifanya, ameshafanya, atafanya [kununua] Yeye ananunua, alinunua, ameshanunua, atanunua [kuuza] Yeye anauza, aliuza, ameshauza, atauza [kula] Yeye anakula, alikula, ameshakula, atakula [kunywa] Yeye ananywa, alinywa, ameshanywa, atanywa [kupika] Yeye anapika, alipika, ameshapika, atapika [kuchemsha] Yeye anachemsha, alichemsha, ameshachemsha, atachemsha [kukata] Yeye anakata, alikata, ameshakata, atakata [kulala] Yeye analala, alilala, ameshalala, atalala [kucheka] Yeye anacheka, alicheka, ameshacheka, atacheka [kutoa] Yeye anatoa, alitoa, ameshatoa, atatoa [kutafsiri] Yeye anatafsiri, alitafsiri, ameshatafsiri, atatafsiri [kukumbuka] Yeye anakumbuka, alikumbuka, ameshakumbuka, atakumbuka [kukutana] Yeye anakutana, alikutana, ameshakutana, atakutana [kusikiliza] Yeye anasikiliza, alisikiliza, ameshasikiliza, atasikiliza [kunusa] Yeye ananusa, alinusa, ameshanusa, atanusa [kugusa] Yeye anagusa, aligusa, ameshagusa, atagusa                                                                                               |
| Sisi tu...        | [kuishi] Sisi tunaishi, tuliishi, tumeshaishi, tutaishi [kusema] Sisi tunasema, tulisema, tumeshasema, tutasema [kuchora] Sisi tunachora, tulichora, tumeshachora, tutachora [kusoma] Sisi tunasoma, tulisoma, tumeshasoma, tutasoma [kuandika] Sisi tunaandika, tuliandika, tumeshaandika, tutaandika [kufanya] Sisi tunafanya, tulifanya, tumeshafanya, tutafanya [kununua] Sisi tunanunua, tulinunua, tumeshanunua, tutanunua [kuuza] Sisi tunauza, tuliuza, tumeshauza, tutauza [kula] Sisi tunakula, tulikula, tumeshakula, tutakula [kunywa] Sisi tunakunywa, tulikunywa, tumeshakunywa, tutakunywa [kupika] Sisi tunapika, tulipika, tumeshapika, tutapika [kuchemsha] Sisi tunachemsha, tulichemsha, tumeshachemsha, tutachemsha [kukata] Sisi tunakata, tulikata, tumeshakata, tutakata [kulala] Sisi tunalala, tulilala, tumeshalala, tutalala [kucheka] Sisi tunacheka, tulicheka, tumeshacheka, tutacheka [kutoa] Sisi tunatoa, tulia, tumeshatoa, tutatoa [kutafsiri] Sisi tunatafsiri, tulitafsiri, tumeshatafsiri, tutatafsiri [kukumbuka] Sisi tunakumbuka, tulikumbuka, tumeshakumbuka, tutakumbuka [kukutana] Sisi tunakutana, tulikutana, tumeshakutana, tutakutana [kusikiliza] Sisi tunasikiliza, tulisikiliza, tumeshasikiliza, tutasikiliza [kunusa] Sisi tunanusa, tulinusa, tumeshanusa, tutanusa [kugusa] Sisi tunagusa, tuligusa, tumeshagusa, tutagusa |
| Nyinyi m...       | [kuishi] Nyinyi mnaishi, mliishi, mmeshaishi, mtaishi [kusema] Nyinyi mnasema, mlisema, mmeshasema, mtasema [kuchora] Nyinyi mnachora, mlichora, mmeshachora, mtachora [kusoma] Nyinyi mnasoma, mlisoma, mmeshasoma, mtasoma [kuandika] Nyinyi mnaandika, mliandika, mmeshaandika, mtaandika [kufanya] Nyinyi mnafanya, mlifanya, mmeshafanya, mtafanya [kununua] Nyinyi mnanunua, mlinunua, mmeshanunua, mtanunua [kuuza] Nyinyi mnauza, mliuza, mmeshauza, mtauza [kula] Nyinyi mnakula, mlikula, mmeshakula, mtakula [kunywa] Nyinyi mnakunywa, mlikunywa, mmeshakunywa, mtakunywa [kupika] Nyinyi mnapika, mlipika, mmeshapika, mtapika [kuchemsha] Nyinyi mnachemsha, mlichemsha, mmeshachemsha, mtachemsha [kukata] Nyinyi mnakata, mlikata, mmeshakata, mtakata [kulala] Nyinyi mnalala, mlilala, mmeshalala, mtalala [kucheka] Nyinyi mnacheka, mlicheka, mmeshacheka, mtacheka [kutoa] Nyinyi mnatoa, mlitoa, mmeshatoa, mtatoa [kutafsiri] Nyinyi mnatafsiri, mlitafsiri, mmeshatafsiri, mtatafsiri [kukumbuka] Nyinyi mnakumbuka, mlikumbuka, mmeshakumbuka, mtakumbuka [kukutana] Nyinyi mnakutana, mlikutana, mmeshakutana, mtakutana [kusikiliza] Nyinyi mnasikiliza, mlisikiliza, mmeshasikiliza, mtasikiliza [kunusa] Nyinyi mnanusa, mlinusa, mmeshanusa, mtanusa [kugusa] Nyinyi mnagusa, mligusa, mmeshagusa, mtagusa                                           |
| Wao wa...         | [kuishi] Wao wanaishi, waliishi, wameshaishi, wataishi [kusema] Wao wanasema, walisema, wameshasema, watasema [kuchora] Wao wanachora, walichora, wameshachora, watachora [kusoma] Wao wanasoma, walisoma, wameshasoma, watasoma [kuandika] Wao wanaandika, waliandika, wameshaandika, wataandika [kufanya] Wao wanafanya, walifanya, wameshafanya, watafanya [kununua] Wao wananunua, walinunua, wameshanunua, watanunua [kuuza] Wao wanauza, waliuza, wameshauza, watauza [kula] Wao wanakula, walikula, wameshakula, watakula [kunywa] Wao wanakunywa, walikunywa, wameshakunywa, watakunywa [kupika] Wao wanapika, walipika, wameshapika, watapika [kuchemsha] Wao wanachemsha, walichemsha, wameshachemsha, watachemsha [kukata] Wao wanakata, walikata, wameshakata, watakata [kulala] Wao wanalala, walilala, wameshalala, watalala [kucheka] Wao wanacheka, walicheka, wameshacheka, watacheka [kutoa] Wao wanatoa, walitoa, wameshatoa, watatoa [kutafsiri] Wao wanatafsiri, walitafsiri, wameshatafsiri, watatafsiri [kukumbuka] Wao wanakumbuka, walikumbuka, wameshakumbuka, watakumbuka [kukutana] Wao wanakutana, walikutana, wameshakutana, watakutana [kusikiliza] Wao wanasikiliza, walisikiliza, wameshasikiliza, watasikiliza [kunusa] Wao wananusa, walinusa, wameshanusa, watanusa [kugusa] Wao wanagusa, waligusa, wameshagusa, watagusa                     |

#### Presente indicativo di tipo 1 e 2/passato remoto/passato prossimo/futuro semplicenegativiattivi
| Pronome Personale | Presente 1-2/passato remoto/passato prossimo/futuro semplice NEGATIVI ATTIVI |
| ----------------- | --- |
| Mimi - - -        | [kuishi] Mimi siishi, sikuishi, nijaishi, sitasema [kusema] Mimi sisemi, sikusema, nijasema, sitasema [kuchora] Mimi sichori, sikuchora, nijachora, sita chora[kusoma] Mimi sisomi, sikusoma, nijasoma, sitasoma [kuandika] Mimi siandiki, sikuandika, nijaandika, sitaandika [kufanya] Mimi sifanyi, sikufanya, nijafanya, sitafanya [kununua] Mimi sinunui, sikununua, nijanunua, sitanunua [kuuza] Mimi siuzi, sikuuza, nijauza, sitauza [kula] Mimi sikuli, sikula, nijakila, sitakula [kunywa] Mimi sikunywi, sikunywa, nijakunywa, sitakunywa [kupika] Mimi sipiki, sikupika, nijapika, sitapika [kuchemsha] Mimi sichemshi, sikuchemsha, nijachemsha, sitachemsha [kukata] Mimi sikati, sikukata, nijakata, sitakata [kulala] Mimi silali, sikulala, nijalala, sitalala [kucheka] Mimi sicheki, sikucheka, nijacheka, sitacheka [kutoa] Mimi sitoi, sikutoa, nijatoa, sitatoa [kutafsiri] Mimi sitafsiri, sikutafsiri, nijatafsiri, sitatafsiri [kukumbuka] Mimi sikumbuki, sikukumbuka, nijakumbuka, sitakumbuka [kukutana] Mimi sikutani, sikukutana, nijakutana, sitakutana [kusikiliza] Mimi sisikilizi, sikusikiliza, nijasikiliza, sitasikiliza [kunusa] Mimi sinusi, sikunusa, nijanusa, sitanusa [kugusa] Mimi sigusi, sikugusa, nijagusa, sitagusa |
| Wewe ...u...      | [kuishi] Wewe huishi, hukuishi, ujaishi, hutaishi [kusema] Wewe husemi, hukusema, ujasema, hutasema [kuchora] Wewe huchori, hukuchora, ujachora, hutachora [kusoma] Wewe husomi, hukusoma, ujasoma, hutasoma [kuandika] Wewe huandiki, hukuandika, ujaandika, hutaandika [kufanya] Wewe hufanyi, hukufanya, ujafanya, hutafanya [kununua] Wewe hununui, hukununua, ujanunua, hutanunua [kuuza] Wewe huuzi, hukuuza, ujauza, hutauza [kula] Wewe hukuli, hukula, ujakula, hutakula [kunywa] Wewe hukunwyi, hukukunywa, ujakunywa, hutakunywa [kupika] Wewe hupiki, hukupika, ujapika, hutapika [kuchemsha] Wewe huchemshi, hukuchemsha, ujachemsha, hutachemsha [kukata] Wewe hukati, hukukata, ujakata, hutakata [kulala] Wewe hulali, hukulala, ujalala, hutalala [kucheka] Wewe hucheki, hukucheka, ujacheka, hutacheka [kutoa] Wewe hutoi, hukutoa, ujatoa, hutatoa [kutafsiri] Wewe hutafsiri, hukutafsiri, ujatafsiri, hutatafsiri [kukumbuka] Wewe hukumbuki, hukukumbuka, ujakumbuka, hutakumbuka [kukutana] Wewe hukutani, hukutana, ujatana, hutatana [kusikiliza] Wewe husikilizi, hukusikiliza, ujasikiliza, hutasikiliza [kunusa] Wewe hunusi, hukunusa, ujanusa, hutanusa [kugusa] Wewe hugusi, hukugusa, ujagusa, hutagusa |
| Yeye ...a...      | [kuishi] Yeye haishi, hakuishi, ajaishi, hataishi [kusema] Yeye hasemi, hakusema, ajasema, hatasema [kuchora] Yeye hachori, hakuchora, ajachora, hatachora [kusoma] Yeye hasomi, hakusoma, ajasoma, hatasoma [kuandika] Yeye haandiki, hakuandika, ajaandika, hataandika [kufanya] Yeye hafanyi, hakufanya, ajafanya, hatafanya [kununua] Yeye hanunui, hakununua, ajanunua, hatanunua [kuuza] Yeye hauzi, hakuuza, ajauza, hatauza [kula] Yeye hakuli, hakula, ajakula, hatakula [kunywa] Yeye hakunywi, hakunywa, ajakunywa, hatakunywa [kupika] Yeye hapiki, hakupika, ajapika, hatapika [kuchemsha] Yeye hachemshi, hakuchemsha, ajachemsha, hatachemsha [kukata] Yeye hakati, hakukaya, ajakata, hatakata [kulala] Yeye halali, hakulala, ajalala, hatalala [kucheka] Yeye hacheki, hakucheka, ajacheka, hatacheka [kutoa] Yeye hatoi, hakutoa, ajatoa, hatatoa [kutafsiri] Yeye hatafsiri, hakutafsiri, ajatafsiri, hatatafsiri [kukumbuka] Yeye hakumbuki, hakukumbuka, ajakumbuka, hatakumbuka [kukutana] Yeye hakutani, hakukutana, ajakutana, hatakutana [kusikiliza] Yeye hasikilizi, hakusikiliza, ajasikiliza, hatasikiliza [kunusa] Yeye hanusi, hakunusa, ajanusa, hatanusa [kugusa] Yeye hagusi, hakugusa, ajagusa, hatagusa |
| Sisi ...tu...     | [kuishi] Sisi hatuishi, hatukuishi, tujaishi, hatutaishi [kusema] Sisi hatusemi, hatukusema, tujasema, hatutasema [kuchora] Sisi hatuchori, hatukuchora, tujachora, hatutachora [kusoma] Sisi hatusomi, hatukusoma, tujasoma, hatutasoma [kuandika] Sisi hatuandiki, hatukuandika, tujaandika, hatutaandika [kufanya] Sisi hatufanyi, hatukufanya, tujafanya, hatutafanya [kununua] Sisi hatununui, hatukununua, tujanunua, hatutanunua [kuuza] Sisi hatuuzi, hatukuuza, tujauza, hatutauza [kula] Sisi hatukuli, hatukula, tujakula, hatutakula [kunywa] Sisi hatukunywi, hatukunywa, tujakunywa, hatutakunywa [kupika] Sisi hatupiki, hatukupika, tujapika, hatutapika [kuchemsha] Sisi hatuchemshi, hatukuchemsha, tujachemsha, hatutachemsha [kukata] Sisi hatukati, hatukukata, tujakata, hatutakata [kulala] Sisi hatulali, hatukulala, tujalala, hatutalala [kucheka] Sisi hatucheki, hatukucheka, tujacheka, hatutacheka [kutoa] Sisi hatutoi, hatukutoa, tujatoa, hatutatoa [kutafsiri] Sisi hatutafsiri, hatukutafsiri, tujatafsiri, hatutatafsiri [kukumbuka] Sisi hatukumbuki, hatukukumbuka, tujakumbuka, hatutakumbuka [kukutana] Sisi hatukutani, hatukukutana, tujakutana, hatutakutana [kusikiliza] Sisi hatusikilizi, hatukusikiliza, tuja, hatuta [kunusa] Sisi hatunusi, hatukunusa, tujanusa, hatutanusa [kugusa] Sisi hatugusi, hatukugusa, tujagusa, hatutagusa |
| Nyinyi ...m...    | [kuishi] Nyinyi hamishi, hamkuishi, mjaishi, hamtaishi [kusema] Nyinyi hamsemi, hamkusema, mjasema, hamtasema [kuchora] Nyinyi hamchori, hamkuchora, mjachora, hamtachora [kusoma] Nyinyi hamsomi, hamkusoma, mjasoma, hamtasoma [kuandika] Nyinyi hamandiki, hamkuandika, mjaandika, hamtaandika [kufanya] Nyinyi hamfanyi, hamkufanya, mja, hamtafanya [kununua] Nyinyi hamnunui, hamkununua, mjanunua, hamtanunua [kuuza] Nyinyi hamuzi, hamkuuza, mjauza, hamtauza [kula] Nyinyi hamkuli, hamkula, mjakula, hamtakula [kunywa] Nyinyi hamkunywi, hamkunywa, mjakunywa, hamtakunywa [kupika] Nyinyi hampiki, hamkupika, mjapika, hamtapika [kuchemsha] Nyinyi hamchemshi, hamkuchemsha, mjachemsha, hamtachemsha [kukata] Nyinyi hamkati, hamkukata, mjakata, hamtakata [kulala] Nyinyi hamlali, hamkulala, mjalala, hamtalala [kucheka] Nyinyi hamcheki, hamkucheka, mjacheka, hamtacheka [kutoa] Nyinyi hamtoi, hamkutoa, mjatoa, hamtatoa [kutafsiri] Nyinyi hamtafsiri, hamkutafsiri, mjatafsiri, hamtatafsiri [kukumbuka] Nyinyi hamkumbuki, hamkukumbuka, mjakumbuka, hamtakumbuka [kukutana] Nyinyi hamkutani, hamkukutana, mjakutana, hamtakutana [kusikiliza] Nyinyi hamsikilizi, hamkusikiliza, mjasikiliza, hamtasikiliza [kunusa] Nyinyi hamnusi, hamkunusa, mjanusa, hamtanusa [kugusa] Nyinyi hamgusi, hamkugusa, mjagusa, hamtagusa                                  |
| Wao ...wa...      | [kuishi] Wao hawaishi, hawakuishi, wajaishi, hawataishi [kusema] Wao hawasemi, hawakusema, wajasema, hawatasema [kuchora] Wao hawachori, hawakuchora, wajachora, hawatachora [kusoma] Wao hawasomi, hawakusoma, wajasoma, hawatasoma [kuandika] Wao hawaandiki, hawakuandika, wajaandika, hawataandika [kufanya] Wao hawafanyi, hawakufanya, wajafanya, hawatafanya [kununua] Wao hawanunui, hawakununua, wajanunua, hawatanunua [kuuza] Wao hawauzi, hawakuuza, wajauza, hawatauza [kula] Wao hawakuli, hawakula, wajakula, hawatakula [kunywa] Wao hawakunywi, hawakunywa, wajakunywa, hawatakunywa [kupika] Wao hawapiki, hawakupika, wajapika, hawatapika [kuchemsha] Wao hawachemshi, hawakuchemsha, wajachemsha, hawatachemsha [kukata] Wao hawakati, hawakukata, wajakata, hawatakata [kulala] Wao hawalali, hawakulala, wajalala, hawatalala [kucheka] Wao hawacheki, hawakucheka, wajacheka, hawatacheka [kutoa] Wao hawatoi, hawakutoa, wajatoa, hawatatoa [kutafsiri] Wao hawatafsiri, hawakutafsiri, wajatafsiri, hawatatafsiri [kukumbuka] W. hawakumbuki, hawakukumbuka, wajakumbuka, hawatakumbuka [kukutana] Wao hawakutani, hawakukutana, wajakutana, hawatakutana [kusikiliza] Wao hawasikilizi, hawakusikiliza, wajasikiliza, hawatasikiliza [kunusa] Wao hawanusi, hawakunusa, wajanusa, hawatanusa [kugusa] Wao hawagusi, hawakugusa, wajagusa, hawatagusa        |

#### Presente indicativo di tipo 2 affermativo attivo
| Pronome Personale | Presente 1/passato/futuro semplice |
| ----------------- | --- |
| Mimi...           | [kuishi] Mimi huishi [kusema] Mimi husema [kuchora] Mimi huchora [kusoma] Mimi husoma [kuandika] Mimi huandika [kufanya] Mimi hufanya [kununua] Mimi hununua [kuuza] Mimi huuza [kula] Mimi hukula [kunywa] Mimi hukunywa [kupika] Mimi hupika [kuchemsha] Mimi huchemsha [kukata] Mimi hukata [kulala] Mimi hulala [kucheka] Mimi hucheka [kutoa] Mimi hutoa [kutafsiri] Mimi hutafsiri [kukumbuka] Mimi hukumbuka [kukutana] Mimi hukutana [kusikiliza] Mimi husikiliza [kunusa] Mimi hunusa [kugusa] Mimi hugusa                                             |
| Wewe...           | [kuishi] Wewe huishi [kusema] Wewe husema [kuchora] Wewe huchora [kusoma] Wewe husoma [kuandika] Wewe huandika [kufanya] Wewe hufanya [kununua] Wewe hununua [kuuza] Wewe huuza [kula] Wewe hukula [kunywa] Wewe hukunywa [kupika] Wewe hupika [kuchemsha] Wewe huchemsha [kukata] Wewe hukata [kulala] Wewe hulala [kucheka] Wewe hucheka [kutoa] Wewe hutoa [kutafsiri] Wewe hutafsiri [kukumbuka] Wewe hukumbuka [kukutana] Wewe hukutana [kusikiliza] Wewe husikiliza [kunusa] Wewe hunusa [kugusa] Wewe hugusa                                             |
| Yeye...           | [kuishi] Yeye huishi [kusema] Yeye husema [kuchora] Yeye huchora [kusoma] Yeye husoma [kuandika] Yeye huandika [kufanya] Yeye hufanya [kununua] Yeye hununua [kuuza] Yeye huuza [kula] Yeye hukula [kunywa] Yeye hukunywa [kupika] Yeye hupika [kuchemsha] Yeye huchemsha [kukata] Yeye hukata [kulala] Yeye hulala [kucheka] Yeye hucheka [kutoa] Yeye hutoa [kutafsiri] Yeye hutafsiri [kukumbuka] Yeye hukumbuka [kukutana] Yeye hukutana [kusikiliza] Yeye husikiliza [kunusa] Yeye hunusa [kugusa] Yeye hugusa                                             |
| Sisi...           | [kuishi] Sisi huishi [kusema] Sisi husema [kuchora] Sisi huchora [kusoma] Sisi husoma [kuandika] Sisi huandika [kufanya] Sisi hufanya [kununua] Sisi hununua [kuuza] Sisi huuza [kula] Sisi hukula [kunywa] Sisi hukunywa [kupika] Sisi hupika [kuchemsha] Sisi huchemsha [kukata] Sisi hukata [kulala] Sisi hulala [kucheka] Sisi hucheka [kutoa] Sisi hutoa [kutafsiri] Sisi hutafsiri [kukumbuka] Sisi hukumbuka [kukutana] Sisi hukutana [kusikiliza] Sisi husikiliza [kunusa] Sisi hunusa [kugusa] Sisi hugusa                                             |
| Nyinyi...         | [kuishi] Nyinyi huishi [kusema] Nyinyi husema [kuchora] Nyinyi huchora [kusoma] Nyinyi husoma [kuandika] Nyinyi huandika [kufanya] Nyinyi hufanya [kununua] Nyinyi hununua [kuuza] Nyinyi huuza [kula] Nyinyi hukula [kunywa] Nyinyi hukunywa [kupika] Nyinyi hupika [kuchemsha] Nyinyi huchemsha [kukata] Nyinyi hukata [kulala] Nyinyi hulala [kucheka] Nyinyi hucheka [kutoa] Nyinyi hutoa [kutafsiri] Nyinyi hutafsiri [kukumbuka] Nyinyi hukumbuka [kukutana] Nyinyi hukutana [kusikiliza] Nyinyi husikiliza [kunusa] Nyinyi hunusa [kugusa] Nyinyi hugusa |
| Wao...            | [kuishi] Wao huishi [kusema] Wao husema [kuchora] Wao huchora [kusoma] Wao husoma [kuandika] Wao huandika [kufanya] Wao hufanya [kununua] Wao hununua [kuuza] Wao huuza [kula] Wao hukula [kunywa] Wao hukunywa [kupika] Wao hupika [kuchemsha] Wao huchemsha [kukata] Wao hukata [kulala] Wao hulala [kucheka] Wao hucheka [kutoa] Wao hutoa [kutafsiri] Wao hutafsiri [kukumbuka] Wao hukumbuka [kukutana] Wao hukutana [kusikiliza] Wao husikiliza [kunusa] Wao hunusa [kugusa] Wao hugusa                                                                   |

#### Imperativo affermativo
| Pronome Personale | Imperativo affermativo |
| ----------------- | --- |
| (Wewe...)         | [kuishi] ishi [kusema] sema [kuchora] chora [kusoma] soma [kuandika] andika [kufanya] fanya [kununua] nunua [kuuza] uza [kula] kula [kunywa] kunywa [kupika] pika [kuchemsha] chemsha [kukata] kata [kulala] lala [kucheka] cheka [kutoa] toa [kutafsiri] tafsiri [kukumbuka] kumbuka [kukutana] kutana [kusikiliza] sikiliza [kunusa] nusa [kugusa] gusa                                             |
| (Nyinyi...)       | [kuishi] ishini [kusema] semeni [kuchora] choreni [kusoma] someni [kuandika] andikeni [kufanya] fanyeni [kununua] nunueni [kuuza] uzeni [kula] kuleni [kunywa] kunyweni [kupika] pikeni [kuchemsha] chemsheni [kukata] kateni [kulala] laleni [kucheka] chekeni [kutoa] toeni [kutafsiri] tafsirini [kukumbuka] kumbukeni [kukutana] kutaneni [kusikiliza] sikilizeni [kunusa] nuseni [kugusa] guseni |

#### Imperativo negativo
| Pronome Personale | Imperativo negativo |
| ----------------- | --- |
| (Wewe...)         | [kuishi] usiishi [kusema] usisemi [kuchora] usichori [kusoma] usisomi [kuandika] usiandiki [kufanya] usifanyi [kununua] usinunui [kuuza] usiuzi [kula] hukula [kunywa] hukunywa [kupika] usipiki [kuchemsha] usichemshi [kukata] usikati [kulala] usilali [kucheka] usicheki [kutoa] usitoi [kutafsiri] usitafsiri [kukumbuka] usikumbuki [kukutana] usikutani [kusikiliza] usisikilizi [kunusa] usinusi [kugusa] usigusi   |
| (Nyinyi...)       | [kuishi] msiishi [kusema] msiseme [kuchora] msichore [kusoma] msisome [kuandika] msiandike [kufanya] msifanye [kununua] msinunue [kuuza] msiuze [kula] msikule [kunywa] msikunywe [kupika] msipike [kuchemsha] msichemshe [kukata] msikate [kulala] msilale [kucheka] msicheke [kutoa] msitoe [kutafsiri] msitafsiri [kukumbuka] msikumbuke [kukutana] msikutane [kusikiliza] msisikilize [kunusa] msinuse [kugusa] msiguse |

## Convenevoli e espressioni formulaiche
| Convenevoli                                     | Traduzione |
| ----------------------------------------------- | --- |
| Shikamoo. (a persone di età e status superiore) | Saluti! [Di default, si usa con gli anziani, verso cui si porta molto rispetto anche in altre culture] [in più, in generale si fa il gesto di "ciao" agitando la mano aperta, si sorride e ci si guarda] |
| Marahaba. [prestito arabo]                      | Saluti! (in risposta a "Shikamoo") |
| Assalam alaykum! [prestito arabo]               | Saluti! ("La pace su di voi") [Dall'arabo "'AsLa - Salaamu"pace" al caso nominativo -u - 'alaysu di - kumvoi <maschile>"]                                                                                |
| Wa alaykum salaam.                              | Saluti! [risposta al saluto prestato dall'arabo, che ricalca la risposta araba] |
| Habari gani? (a coetanei e giovani)             | Come vanno le cose? ("Qual è la nuova/news?"; Habari: "notizia/news") |
| Nzuri (sana), asante.                           | (Molto) bene, grazie. |
| Salama. Na wewe? [prestito arabo]               | Pacificamente. E tu? |
| (Wewe) hujambo?                                 | "Ciao come stai?" |
| Hujambo John?                                   | "Ciao come stai, John?" |
| (Mimi) sijambo.                                 | Sto bene |
| (Nyinyi) hamjambo?                              | "Ciao, come state?" |
| (Nyinyi) hatujambo.                             | Stiamo bene. |
| Hello! [prestito inglese]                       | Ciao! |
| Baba na mama zangu hawajambo?                   | Tuo papà e mamma come stanno? |
| Wote awajambo                                   | Tutti stanno bene. |
| Hodi hodi!                                      | Permesso! (Per chiedere di entrare in casa, letteralmente "toc toc!") |
| Karibu (nyumbani).                              | Benvenuto (in casa). |
| Karibu ndani.                                   | Benvenuto. (letteralmente, "Benvenuto dentro") |
| Karibuni (nyote)                                | Benvenuti (tutti quanti) |
| Karibu tena.                                    | Bentornato. |
| Kaa chini.                                      | Siediti! (Anche se non ci si siede, si risponde "grazie", asante) |
| Karibu Tanzania.                                | Benvenuto in Tanzania. |
| Jina lako ni nani?                              | Come ti chiami? ("Nome-di te-è-chi?") |
| Jina lango ni John.                             | Mi chiamo John. |
| Nimefurahi kukuona, Layla.                      | Piacere di incontrarti, Layla. (Kukuona: "incontrare". Nimefurahi: "Io sono felice") |
| Asante. Na mimi pia.                            | Grazie. Anche io. |
| (Wewe) unasema Kiswahili?                       | Parli swahili? |
| (Mimi) ninasema Kiswahili na Kiitaliano.        | Parlo swahili e inglese. |
| (Mimi) sisemi Kiingereza                        | Non parlo italiano. |
| Unasema Kireno, Daniel?                         | Parli portoghese, Daniel? |
| Mimi ni Mitaliano.                              | Io sono italiano. |
| (Wewe) unatoka wapi?                            | Da dove vieni? |
| Mimi ninatoka Italia.                           | Io vengo dall'Italia. ("Io vengo l'Italia") |
| Vizuri.                                         | Mh! (letteralmente "bene", detto dopo che si apprende un'informazione importante e piacevole come il nome, la provenienza, ecc.)                                                                         |
| Huyu ni rafiki yangu.                           | Questo è il mio amico. |
| Huyu ni Mary.                                   | Questa è Mary. |
| Hawa ni baba na mama zangu.                     | Questi sono mio papà e mamma. |
| Hawa ni watoto wangu.                           | Questi sono i miei bambini. |
| Nina (umri wa) miaka ishirini na mbili.         | Ho 22 anni. (-wili è riferito alla classe 1 m-wa. "Umri wa miaka": anno d'età) |
| Asante (sana).                                  | Grazie (tante). |
| Samahani (sana)                                 | Mi dispiace (tanto) |
| Tafadhali... [prestito arabo]                   | Per favore... |
| Furahia mlo wako!                               | Buon appetito! |
| Kwaheri.                                        | Arrivederci! (Si risponde ripetendo "Kwaheri") |
| Kwaherini.                                      | Arrivederci! (Se ci si congeda da più persone) |
| Tutaonana.                                      | Ci rivediamo! (Si risponde ripetendo "Tutaonana") |
| Tutaongea Jumatatu.                             | Ci vediamo lunedì. |
| Mchana mwewa!                                   | Buona giornata! (Ma letteralmente "mchana" significa "pomeriggio presto") |
| Siku nzuri!                                     | Buona giornata! |
| Jioni njewa!                                    | Buona serata! |
| Usiku mwewa!                                    | Buonanotte! |
| Lala salama! [con prestito arabo]               | Buonanotte! ("Dormi in pace") |
| Habari za asubuhi!                              | Buon mattino! |
| Safari njema! [prestito arabo]                  | Buon viaggio! |
| Ndio/Ndiyo, ...                                 | Sì (anche risposta breve seguita da altro) |
| Hapana, ...                                     | No (anche risposta breve seguita da altro) |
| Sawa.                                           | Mh! ("Okay", quando si apprendono informazioni ma non durante la presentazione) |
| Hakuna matata!                                  | No problem/No trouble! |
| Nisaidie!                                       | Aiutami! |
| (Mimi) nina njaa (kweli).                       | Ho (molta) fame. |
| (Mimi) nina kiu (kweli).                        | Ho (molta) sete. |
| (Mimi) sisemi kiswahili vizuri                  | Non parlo bene swahili. |

## Fonti
- Khalfan, Mohamed; Abdulwahid, Mazrui. Swahili: a Complete Course for Beginners. Living Language, United States: 2007.
- Martini, Gianluigi. Dizionario Swahili-Italiano Italiano-Swahili, Hoepli 2016
- Martini, Gianluigi. Corso di lingua Swahili (Grammatica - Esercizi - Dialoghi - Vocabolario), con DVD-ROM, Hoepli 2010
- Nicholas Awde. Swahili: Dictionary and Phrasebook. Hippocrene Books 2002. ISBN 0-7818-0905-3
- Shihabuddin Chiraghdin; Mathias Mnyampala. Historia ya Kiswahili. Oxford University Press, Eastern Africa 1977. ISBN 0-19-572367-8
- Ellen Contini-Morava. Noun Classification in Swahili Archiviato il 26 ottobre 2020 in Internet Archive., 1994.
- Hassan A. Marshad. Kiswahili au Kiingereza (Nchini Kenya). Jomo Kenyatta Foundation, Nairobi 1993. ISBN 9966-22-098-4
- Soravia, Giulio. Le lingue dell'Africa in Africa e Mediterraneo n. 2/97, Lai-Momo 1997
- Toscano, Maddalena. Dizionario Swahili, Vallardi 2004
- Carli, Andrea. Grammatica della lingua Swahili (Kiunguja o di Zanzibar), con esercizi e vocabolarietto, World Alliance of the Young Men's Christian Association, 1945